# Ту-144
Ту-144 (по кодификации НАТО: Charger) — советский сверхзвуковой пассажирский самолёт 1-го класса, разработанный КБ «Туполев» в 1960-х годах и производившийся в Воронеже. Первый испытательный полёт совершил 31 декабря 1968 года, что стало первым в мире полётом сверхзвукового пассажирского самолёта (британско-французский «Конкорд» совершил первый испытательный полёт 2 марта 1969 года). 5 июня 1969 года впервые в истории сверхзвуковой самолёт пассажирской авиации преодолел звуковой барьер (первым был пикирующий на максимальной скорости с большой высоты дозвуковой DC-8).
Коммерческая эксплуатация началась в 1975 году и продолжалась до 1978 года.

## История создания

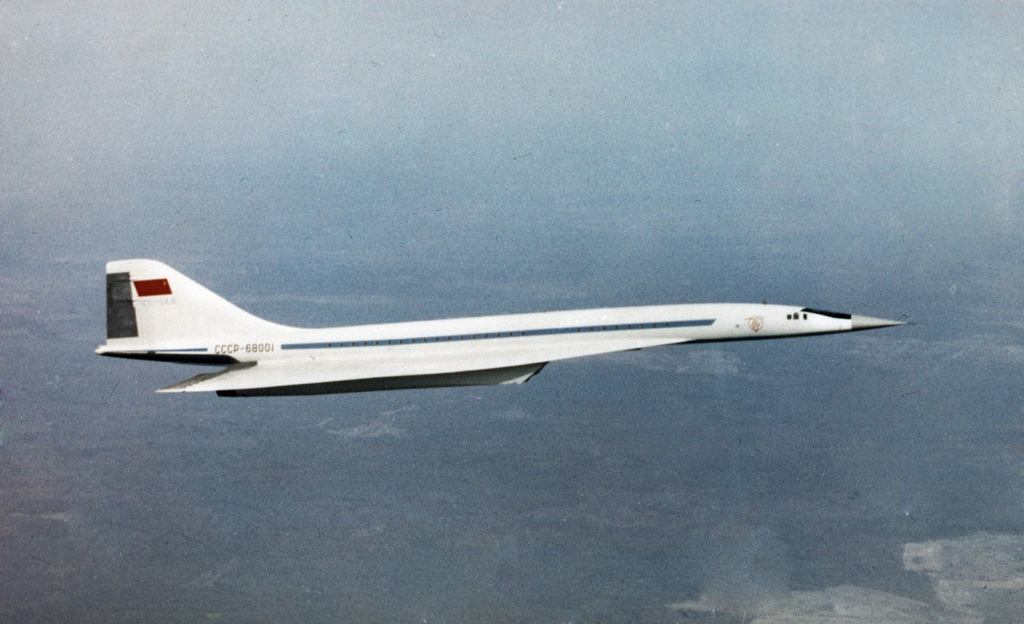
Ту-144 в испытательном полёте в феврале 1969 года.
Первый опытный экземпляр «крылышек» — переднего горизонтального оперения — не имел

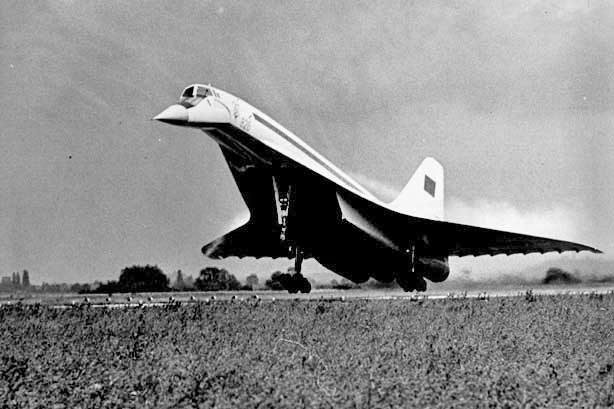
Ту-144 взлетает в аэропорту Берлин-Шёнефельд в июне 1971 года

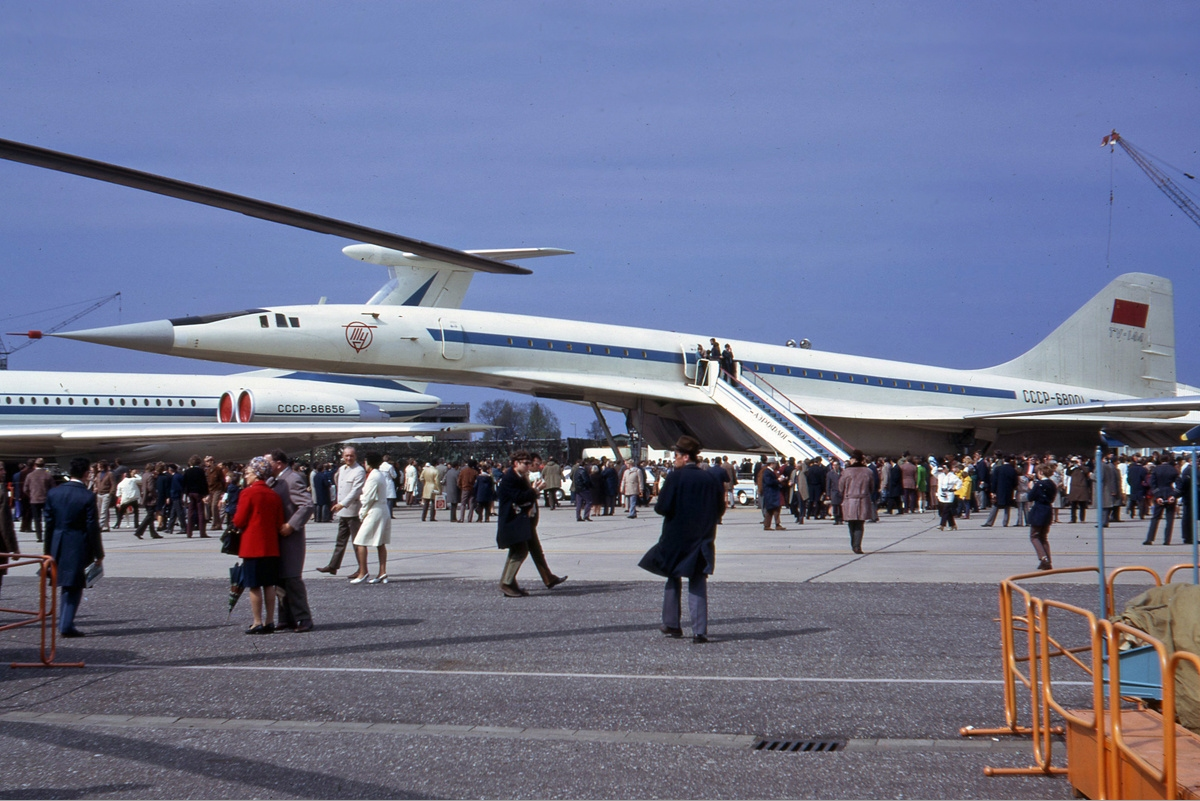
Ту-144 в Ганновере в апреле 1972 года

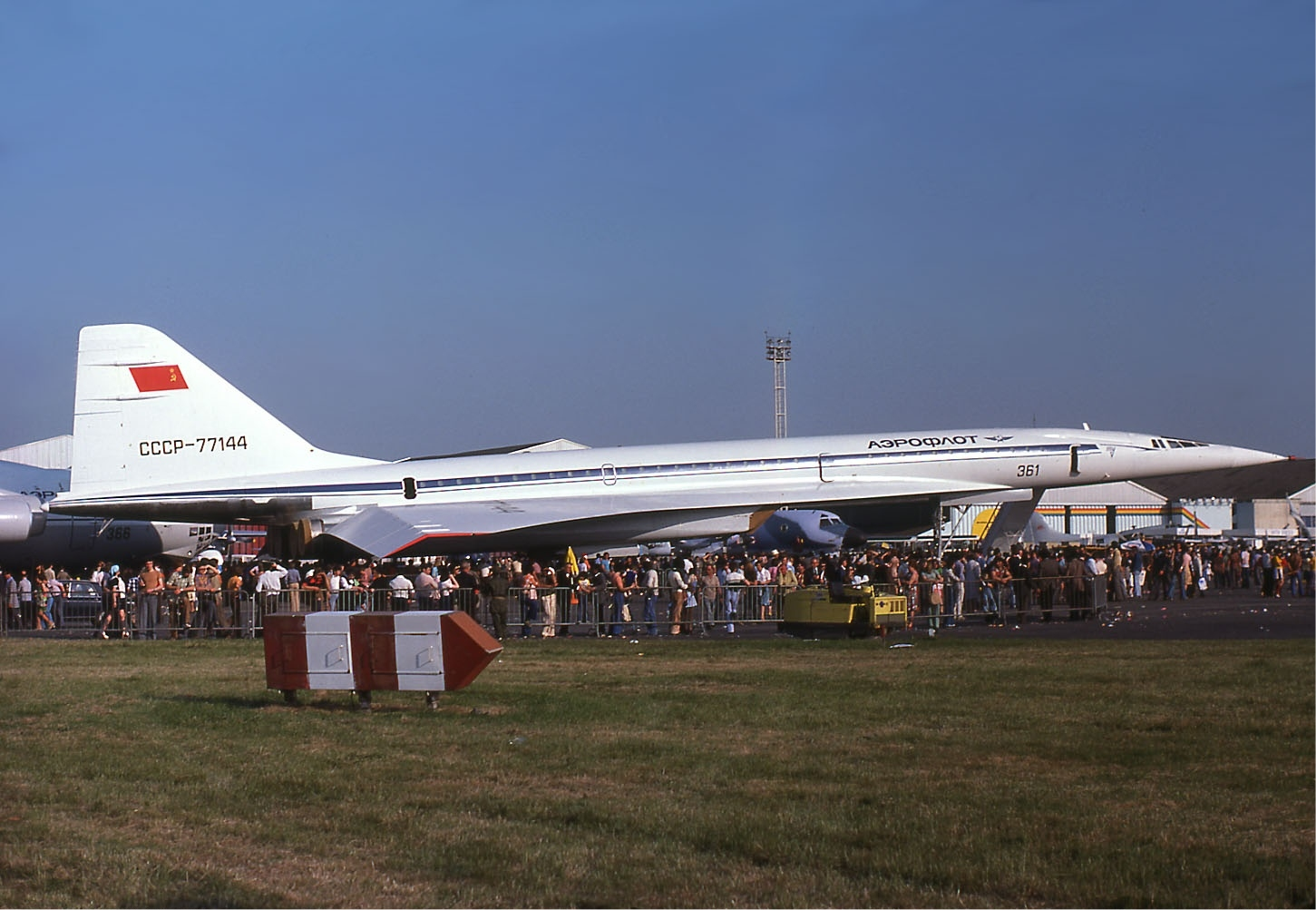
Ту-144 в Ле-Бурже в июне 1975 года

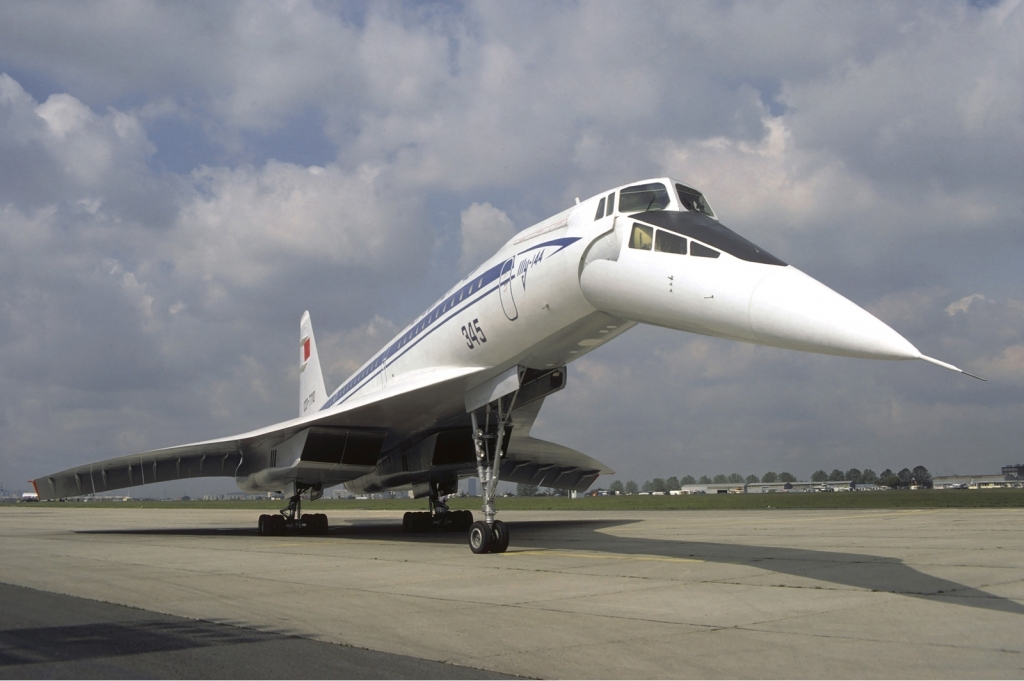
Ту-144 в Ле-Бурже в июне 1977 года

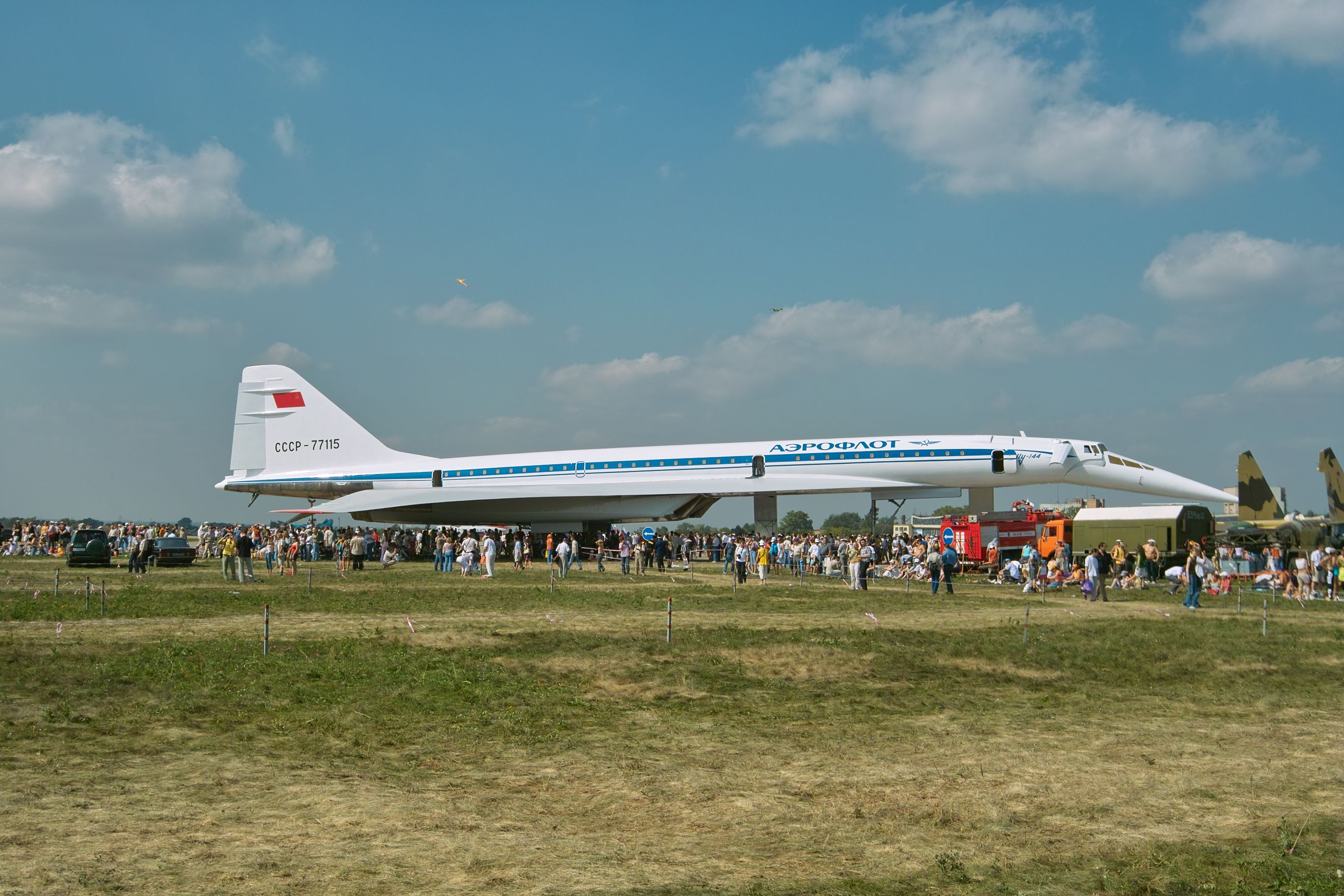
Ту-144 на МАКС-2007

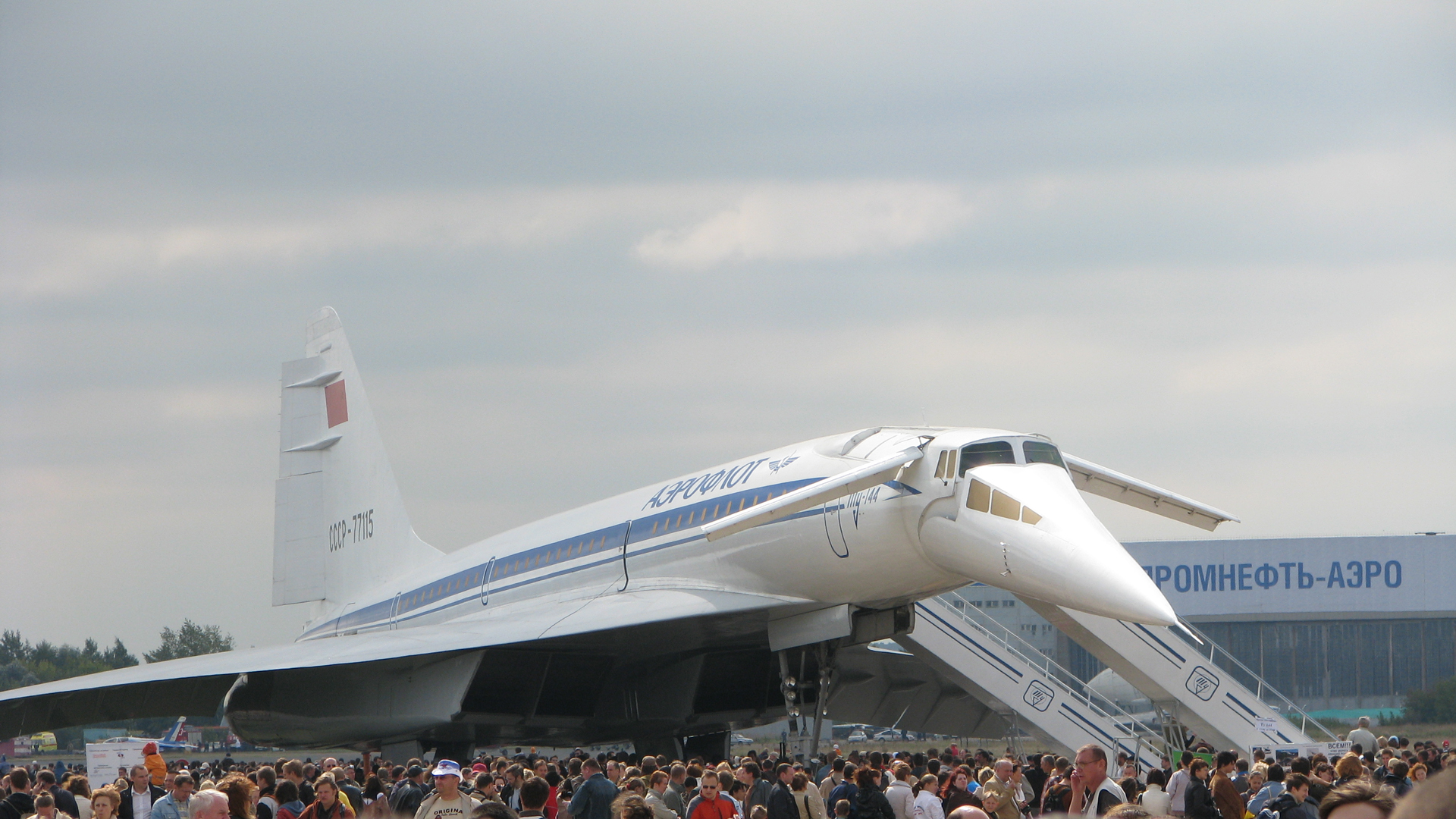
Ту-144 на МАКС-2009

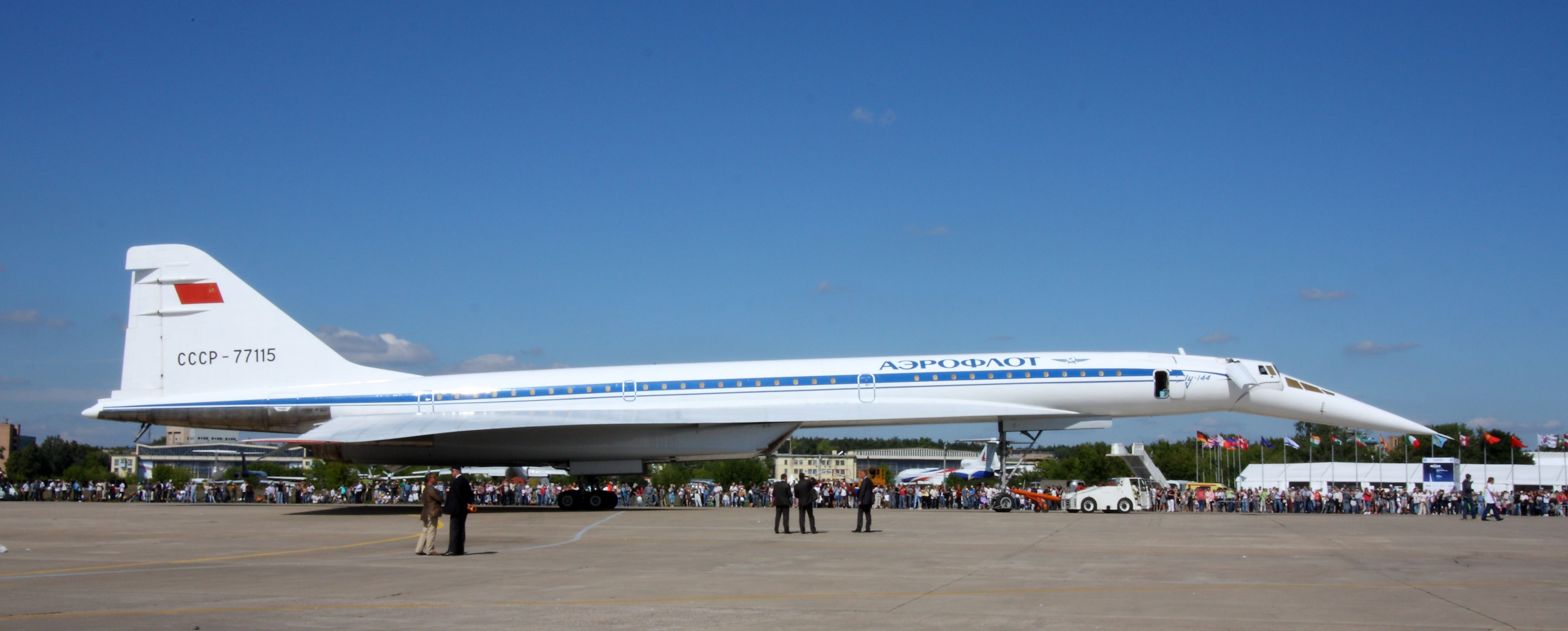
Ту-144 на МАКС-2011

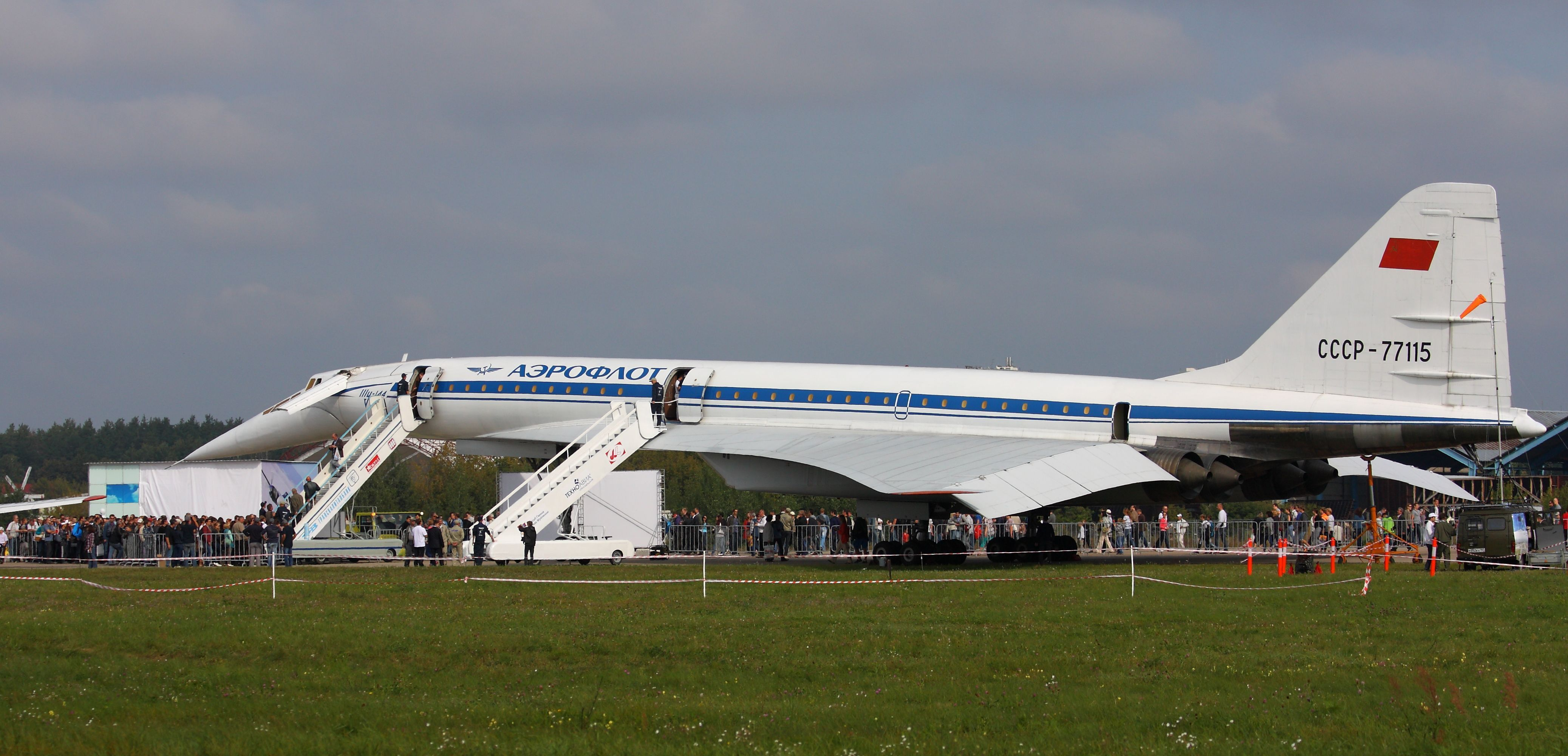
Ту-144 на МАКС-2013

5 ноября 1956 года в Великобритании Министерством снабжения создан Комитет по сверхзвуковым транспортным самолётам (Supersonic Transport Aircraft Committee — STAC), объединивший 9 крупнейших авиационных организаций страны для продолжения успешно начатого в стране внедрения реактивной коммерческой авиации и выбора проекта сверхзвукового самолёта. В 1960 году работа комитета основывалась на успешно испытанном с 1954 года проекте рекордного опытного истребителя фирмы Fairey Delta 2, который впервые представил общие черты сверхзвуковых пассажирских самолётов: бесхвостка с крылом малого удлинения, со сложной передней кромкой, однокилевое оперение, высокое шасси и опускаемую переднюю часть фюзеляжа для обзора на посадке с большим углом атаки. Этот этап завершился выбором проектного предложения фирмы Bristol type 223 и поиском партнёров разработки столь крупного коммерческого предприятия. Чуть позже похожие работы были начаты во Франции — проект фирмы Sud Aviation Super-Caravelle. В 1962 году правительства Великобритании и Франции объединили усилия для создания и производства самолёта. Так был создан проект сверхзвукового пассажирского самолёта «Concorde» (Согласие). В те годы США, Великобритания и Франция уже очень тесно сотрудничали в разработке поколения реактивных и сверхзвуковых военных самолётов. В США развернули собственные работы, но их проекты существенно отличались размерами самолётов и заданными показателями. Американским проектом по созданию сверхзвукового пассажирского самолёта занималась авиакомпания Boeing. Согласно проекту, самолёт Boeing 2707 должен был иметь вместимость до 300 пассажиров и скорость до 3000 км/ч.
Советские специалисты знали о национальных британском и французском проектах сверхзвуковых пассажирских самолётов. Их макеты неоднократно выставлялись на международных авиационных салонах. В СССР велись собственные исследования облика такого самолёта в нескольких конструкторских бюро и исследовательских институтах. Эти исследования завершились 16 июля 1963 года с выходом постановления ЦК КПСС и Совета министров СССР «О создании ОКБ А. Н. Туполева СПС Ту-144 с четырьмя реактивными двигателями и о постройке партии таких самолётов»[первичный источник].
К 1965 году выбрано предложение ОКБ, которое в целом напоминало проект Concorde. На Парижском авиасалоне 1965 года сделано предложение европейским разработчикам о совместной разработке пассажирского самолёта, которое было принято французской стороной англо-французской разработки. С 1965 года проводились консультации с французскими разработчиками Concorde; более десятка встреч и по 65 докладов с каждой стороны. Впрочем, одновременно во Франции шли громкие шпионские скандалы, связанные в том числе и с этим сотрудничеством. Например, был выслан из страны представитель Аэрофлота Сергей Павлов, обвинённый в вывозе документации Concorde.
Туполевское ОКБ выбрано как одно из самых опытных в создании пассажирских самолётов, особенно реактивных. Уже летали Ту-104, Ту-114, Ту-124, готовились к производству Ту-124А (будущий Ту-134) и Ту-154. К тому же в ОКБ имелся немалый задел в освоении сверхзвуковых бомбардировщиков Ту-22. 16 июля 1963 года вышло Постановление Совета Министров СССР № 798—271. Правительственное задание предусматривало создание сверхзвукового лайнера с крейсерской скоростью полёта 2300—2700 км/ч, практической дальностью 4000—4500 километров с 80—100 пассажирами на борту, либо 6000—6500 километров с дополнительными топливными баками и 50 пассажирами на борту.
Ведущим конструктором по самолёту был назначен сын Андрея Николаевича — Алексей Андреевич Туполев (с 1973 года — Борис Ганцевский, с 1979 года — Валентин Близнюк). Общее руководство осуществлял Андрей Туполев. Разработка двигателя поручалась ОКБ Николая Кузнецова.
Для испытания крыла Ту-144 на основе лёгкого истребителя с 1964 разрабатывался и построен опытный самолёт МиГ-21И, полетевший в 1968 году. В Великобритании на основе Fairey Delta 2 был построен и летал опытный самолёт BAC 221 того же назначения.
Строительство первого опытного самолёта Ту-144 началось в 1965 году, вместе со вторым планером для статических испытаний.
11 декабря 1967 года «Конкорд» был впервые представлен публике, после чего ЦК КПСС было подписано предписание поднять Ту-144 в воздух до конца 1968 года.
Первый полёт опытного Ту-144 состоялся 31 декабря 1968 года, на два месяца раньше Конкорда. Выполнил его лётчик-испытатель ОКБ А. Н. Туполева Эдуард Елян.
До Ту-144 звуковой барьер преодолел американский дозвуковой лайнер Douglas DC-8, достигший 21 августа 1961 года скорости М=1,012 в полёте со снижением с высоты 12 500 м. Этот полёт был экспериментальным и выполнялся для исследования прочностных характеристик самолёта. 5 июня 1969 года на высоте 11 000 метров Ту-144 развил скорость выше звуковой. 25 мая 1970 года самолёт разогнался до числа Маха больше 2 на высоте 16 300 м со скоростью 2150 км/ч.
Тем не менее рекорды опытного образца стали лишь началом доработки конструкции серийного самолёта Ту-144С, строительство которого было начато в 1968, а завершено в начале 1971 года. Переработка явно делалась с учётом недавнего англо-французского опыта. Первый его полёт состоялся 1 июня 1971 года, спустя два с половиной года после полёта опытного самолёта. Наиболее существенные изменения второго лётного образца, самолёта первой серии:
- Увеличена длина фюзеляжа, вместимость доведена до 150 пассажиров, улучшена аэродинамическая форма носовой части.
- Внедрено переднее многосекционное оперение-дестабилизатор, выдвигающееся из фюзеляжа на взлётно-посадочных режимах (их называли «усы») для балансировки самолёта при отклонённых элевонах. Это улучшило манёвренность и уменьшило скорость при посадке. Лётные эксперименты с таким оперением велись в 1969 году во Франции (Dassault Milan). В итоге посадочная скорость Concorde — на 15 % выше Ту-144С, что усложнило его сертификацию для аэропортов. Ту-144С мог использовать 18 аэропортов СССР[10].
- Форма крыла в плане стала ближе к «готической» для улучшения аэродинамики на крейсерском режиме (M=2,2): стреловидность передней кромки наплывной части уменьшили до 76°, а консольной — увеличили до 57°. Увеличили площадь крыла и коническую крутку консолей с учётом их изгиба на крейсерском режиме полёта, уменьшив аэродинамические потери на балансировку.
- Парные гондолы двигателей немного раздвинули (меньше, чем на Concorde), освободив от них фюзеляж, разгрузив его от нагрева и вибрации. Изменили нижнюю поверхность крыла в месте расчётной области поджатия потока, увеличили щель между ней и верхней губой воздухозаборника, что увеличило поджатие потока на входе в воздухозаборники на крейсерском режиме.
- Полностью изменили шасси: основные стойки шасси разместили под мотогондолами, с уборкой их внутрь между воздушными каналами двигателей, перешли к восьмиколёсной тележке. Изменилась и схема уборки носовой стойки.
- Доработки конструкции, увеличение коммерческой нагрузки и запаса топлива привели к росту взлётной массы самолёта со 150 до 190 т (на 27 %).

## Постройка
Производство самолёта развернули на Воронежском заводе № 64. Всего построено, с 1968 по 1984 год:
- Серия 0: 2 планера, 1 лётный. Регистрационный номер СССР-68001 и второй планер для статических испытаний.
- Серия 1: 4 планера, 2 лётных. СССР-77101 — эталон для серийного производства, после программы испытаний Ту-144 использовался для лётных экспериментов программы создания Ту-160. СССР-77102 разбит на Парижском авиасалоне 3 июня 1973 года. Третий планер для испытаний герметичности под давлением. Четвёртый — нагрузочный стенд, разрушен при испытаниях.
- Серия 2: 2 планера, оба лётные. СССР-77103 использовался для лётных испытаний. В частности, для сертификационных облётов аэропортов СССР. СССР-77104 (изменён на СССР-77144) передан исполнителю для опытной эксплуатации, числился за КБ Туполева. Списан по выработке ресурса, налёт 497 часов (99 % от назначенного).
- Серия 3: 1 лётный планер. СССР-77105 построен и переделан в Ту-144Д для испытаний.
- Серия 4: 2 лётных планера. СССР-77106 впервые повёз пассажиров. Ныне памятник в Центральном музее Военно-воздушных сил РФ[2]. СССР-77108 использовался для доводки АБСУ-144, потом возил почту. Передан на хранение в Куйбышев (ныне Самара)[2].
- Серия 5: 3 планера, 2 лётных. СССР-77107 самолёт для лётных испытаний. Теперь памятник в Казани[2]. СССР-77109 летал в гражданской авиации, затем передан[11] в СибНИА в Новосибирск для ресурсных испытаний, разрушен. Третий тоже разрушен после статических испытаний в Новосибирске.
- Серия 6: 2 лётных планера. СССР-77110 летал в гражданской авиации, а после передан в ЛИИ, где переоборудован в опытный постановщик помех для ВМФ. После окончания программы испытаний передан в Ульяновск, где установлен как памятник[2]. Ту-144Д СССР-77111 — первый серийный Ту-144Д. Катастрофа во время испытательного полёта 23 мая 1978 года под Егорьевском.
- Серия 7: 1 лётный планер. Ту-144Д СССР-77112 выполнил 50 испытательных полётов на авиалинии Москва-Хабаровск, затем использовался как донор запчастей. В 2000 году продан в частный Музей техники в Зинсхайме[12] за $500 тысяч.
- Серия 8: 2 лётных планера. Ту-144Д СССР-77113 во время испытательного полёта выполнил вынужденную посадку на авиабазе Энгельс после разрушения двигателя в полёте, пожара и отказа двух двигателей. Порезан на площадке КБ Туполева. Ту-144Д СССР-77114 (изменен на RA-77114) в 1996 году переоборудован в Ту-144ЛЛ с двигателями НК-32-1[13]. Самолёт использовался для программы NASA High Speed Civil Transport[англ.][13] (выполнил 32 полёта). Установлен в качестве памятника в Жуковском[14].
- Серия 9: 2 планера, 1 лётный. Ту-144Д СССР-77115 почти не летал (налёт 39 часов). Использовался в программе подготовки экипажа «Бурана». Выставляется и открыт для посещения зрителями во время проведения авиасалонов «МАКС»[12]. Ту-144Д СССР-77116 до лётного состояния не доведён. В 1990-х разобран на металл.
- Разобраны ещё три новых планера разной степени готовности.

Все самолёты выполнили 2556 вылетов и налетали 4300 часов.

## Общие особенности конструкции
Проектирование самолёта велось «отделом К» ОКБ-156.
Многие конструктивные решения по Ту-144 принимались на основе опыта проектирования и постройки самолётов типа Ту-22, М-50 (КБ Мясищева), нереализованного проекта «135», а также беспилотных самолётов разработки «отдела К». В то же время в новом самолёте во многом были использованы самые передовые на то время научно-технические решения.
Самолёт представляет собой низкоплан, выполненный по схеме бесхвостка, с четырьмя маршевыми двухконтурными турбореактивными двигателями в нижней части фюзеляжа и вспомогательной силовой установкой. Носовая часть фюзеляжа выполнена отклоняемой на взлёте и посадке. Шасси — трёхопорное, с выпускаемой предохранительной хвостовой пятой.
С целью повышения надёжности на самолёте применялось четырёхкратное резервирование всех основных систем самолёта: электрической, гидравлической и системы управления полётом.

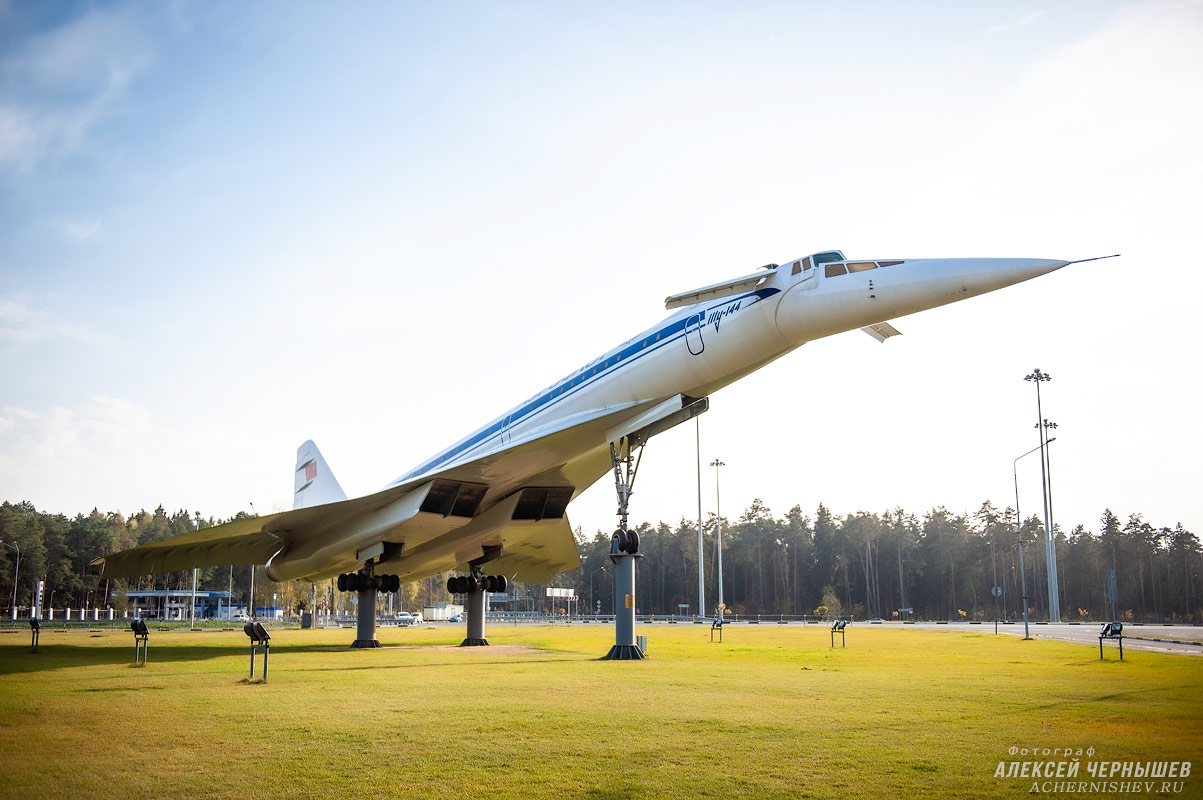
Памятник самолёту Ту-144 в Жуковском

Нормальный взлётный вес самолёта — 180 тонн, нормальный посадочный — 120 тонн.
Самолёт не имел таких элементов конструкции крыла, как закрылки и предкрылки, но имел убираемое в полёте переднее горизонтальное оперение, на жаргоне именуемое «усы» или «ушки». При переходе на сверхзвуковой режим осуществлялась сложная процедура перекачки топлива в задний центровочный бак для компенсации смещения центра давления воздуха и возникающего при этом момента на пикирование. В полёте на сверхзвуковой скорости рекомендовалось лишний раз не менять установившийся режим двигателей, а для стабилизации числа М пользоваться элевонами, при этом менялась высота полёта. Самолёт не имел реверса тяги двигателей, но имел мощные дисковые тормоза с принудительным воздушным охлаждением. Гашение скорости при приземлении, по усмотрению командира экипажа, осуществлялось выпуском тормозного парашюта.
Высокие температурные нагрузки при сверхзвуковом полёте породили необходимость использования не использующихся в обычной авиации материалов. Самолёт требовалось заправлять особым видом топлива Т-6, применяемого для сверхзвуковой авиации, в двигателях использовалось синтетическое моторное масло, хвостовая часть фюзеляжа обшивалась тонкими листами нержавеющей стали, элементы мотогондол делались из титана, для иллюминаторов применялось специальное термостойкое фторсодержащее оргстекло.
Первые самолёты достаточно сильно различались по конструкции и по составу оборудования с последующими построенными.

### Планер
Всего было построено 9 серий, включая одну опытную машину нулевой серии, одну опытную первой серии и четыре планера для статических и нагрузочных испытаний. Всего 21 планер, из которых 17 самолётов, последний был не достроен и никогда не летал (то есть по факту — 16 летающих машин).
Планер Ту-144 выполнен из теплостойкого алюминиевого сплава АК4-1 и, частично, из сплавов ВАД-23 и ОТЧ-1. Остекление иллюминаторов — из теплостойкого фторакрилатного оргстекла типа Э-2.
Фюзеляж круглого в плане сечения конструктивно делится на три части: носовую, центральную и хвостовую. Силовой набор — из шпангоутов, балок и стрингеров. Носовая часть фюзеляжа посредством электропривода (сдвоенного электромотора) отклоняется на 11° при взлёте и на 17° при посадке, освобождая при этом переднее остекление кабины пилотов, что обеспечивало нормальный обзор вперёд. Также имеется резервный привод носа от аварийного баллона с азотом под давлением 150 кг/см².
В центральной части расположена пассажирская кабина, которая вместе с носовой частью образует единый гермоотсек. Пассажирская кабина разделена на три пассажирских салона. Правый ряд имел блоки по три кресла, левый — по два, в хвостовой части третьего салона несколько рядов имели блоки по два кресла слева и справа. В первом салоне устанавливались сдвоенные кресла повышенной комфортности. На левом борту фюзеляжа были установлены две эксплуатационные двери для прохода в салоны. Также имелись служебные двери: две в хвостовой части фюзеляжа слева и справа, и по одной справа в середине и впереди. Для аварийного выхода на крыло имелось по люку справа и слева, также на некоторых машинах имелся слева внизу люк аварийного покидания для экипажа, сделанный как глухой тоннель сквозь передний грузовой отсек. В Монинском экземпляре такого тоннеля не было, и люк, открываемый снизу, даёт свободный доступ в передний грузовой отсек (впрочем, во многом заполненным нестандартным центровочным баком для авиакеросина).
Хвостовую часть фюзеляжа занимает топливный кессон-бак и отсек тормозного парашюта.
Кабина на опытных машинах выполнена на четырёх членов лётного экипажа: командира, второго пилота, бортинженера и инженера-экспериментатора. На серийных машинах планировался экипаж из трёх человек, но из-за технических проблем с навигационно-пилотажным комплексом дополнительно ввели штурмана. Все члены экипажа могут штатно экипироваться высотно-компенсирующими костюмами ВКК-6М. При полётах на высотах до 12 км ВКК могут не применяться, но для каждого члена экипажа предусмотрена кислородная маска КМ-32.
Крыло многолонжеронной конструкции образовывалось из симметричных профилей и имело сложную крутку в двух направлениях: в продольном и поперечном. Первоначально это было треугольное крыло оживальной формы с углом стреловидности по передней кромке 78° — для передней наплывной части и 55° — для задней базовой части. По всей задней кромке имелись четырёхсекционные элевоны. Центральная часть крыла и элевоны изготовлялись из титановых сплавов, остальная обшивка крыла — из сплошных цельнофрезерованных плит, изготовленных из алюминиевых сплавов. В дальнейшем, по результатам испытаний машины «044», крыло было полностью переделано, изменился его профиль и площадь, стреловидность наплывной части по передней кромке уменьшили до 76 градусов, а базовой увеличили до 57 градусов, увеличили коническую крутку законцовок. Теперь крыло обеспечивало самобалансировку на крейсерском полётном режиме с минимальными потерями качества, с учётом оптимизации по полётным деформациям крыла.
Площадь крыла составляет 503 м2, размах — 28 м. Углы отклонения элевонов по тангажу ±22°, по крену — ±19°.
По результатам испытаний первой машины диаметр фюзеляжа был увеличен на 50 мм (до 3300 мм), добавлены две вставки в фюзеляж — спереди 2610 мм, в хвостовой части — 870 мм. В передней части фюзеляжа было установлено многощелевое выдвижное крыло, предназначенное для повышения общей подъёмной силы на взлёте и посадке.
Хвостовое оперение — с двухсекционным рулём направления. Кессон киля использовался в качестве балансировочного топливного бака. Площадь киля без учёта форкиля составляет 49,24 м2.

### Силовая установка
Специально для самолёта был разработан двухконтурный турбореактивный двигатель с форсажной камерой НК-144 КБ Н. Д. Кузнецова. Двигатель создавался на базе газогенератора НК-8 и наработок по НК-6. Дальнейшим развитием НК-144 стали двигатели НК-22, НК-25 и НК-32, и поныне поднимающие в воздух самолёты Ту-22М3 и Ту-160. НК-144 оказался пока единственным в истории авиации двухконтурным двигателем с форсажной камерой, штатно применяемым на серийном пассажирском самолёте. Форсаж выполнен регулируемым и позволял менять максимальную мощность двигателя перемещением РУД.
Четыре двигателя НК-144 на первом самолёте установили «пакетом» в нижней задней части фюзеляжа. Сопла двигателей выступали за заднюю кромку крыла, так как первоначально планировалось установить на внешние двигатели устройство реверса. В дальнейшем от разработки реверса пришлось отказаться, и для сокращения пробега установили парашютную тормозную систему.
Позже двигатели были доработаны до модификации НК-144А (самолёты Ту-144С). Однако они не удовлетворяли заказчика, в первую очередь по расходу топлива, что ограничивало дальность полёта. Решено было возобновить работы по мощному бесфорсажному двигателю. В ОКБ-36 под руководством П. А. Колесова началось проектирование одноконтурного ТРД РД-36-51 для Ту-144 с максимальной взлётной тягой 20000 кгс и ожидаемым удельным расходом топлива на крейсерском сверхзвуковом режиме полёта 1,23 кг/(кгс⋅ч). Работы по РД-36-51 шли одновременно с проектированием другого мощного одноконтурного ТРД РД-З6-41 для дальнего сверхзвукового ударного самолёта Т-4 ОКБ П. О. Сухого.
На строящихся в серии самолётах мотогондолы разнесли в стороны, их воздухозаборники, силовые шпангоуты и системы доработали для возможности установки в ходе производства двигателей одного из двух типов — НК-144 или РД-36-51А. В дальнейшем самолёт с двигателями РД-36-51А получил шифр Ту-144Д.
Каждый двигатель имеет собственный регулируемый воздухозаборник прямоугольного сечения с верхней горизонтальной подвижной панелью клина, тремя створками подпитки сбоку и нижней створкой перепуска. При скорости М = 2,2 степень сжатия воздуха в воздухозаборнике равна 10:1, при этом температура воздуха в канале в/заборника составляет 135 °С при наружной температуре на эшелоне −57 °С.
Эксплуатационные ограничения по двигателям НК-144А:
- На земле максимальный форсажный режим двигателей ограничен по времени работы — 5 мин.
- На взлёте: внешние двигатели (№ 1 и № 4) — 30 мин., внутренние двигатели (№ 2 и № 3) — 10 мин. (из-за ограничений по температуре хвостовой части фюзеляжа 120 °С).
- В горизонтальном полёте: крейсерский форсажный режим — не более 3 часов, максимальный форсажный режим: внешние двигатели — не более 20 мин., внутренние двигатели — не более 10 мин.

Вспомогательная силовая установка. В блоке мотогондол 3 и 4 СУ между двигателями установлена вспомогательная силовая установка ТА-6А, обеспечивающая энергией самолёт на земле и в аварийных случаях — в полёте, до высоты 3000 м.

### Топливная система
На первой машине в крыле имелось 18 баков с заправочной ёмкостью около 70 000 кг.
На серийном Ту-144 (в соотв. с Руководством по эксплуатации кн. 4) восемь групп баков: 1-й лев. и прав., 2-й лев. и прав., 3-й лев., средн. и прав., 4-й лев. и прав, 5-й лев и прав., 6-й, 7-й, 8-й; расходные баки — РБ № 1, РБ № 2, РБ № 3 и РБ № 4. Балансировочные баки № 1 и 2 (передние) и № 8 в корме. Балансировочные баки использовались при смене полётного режима (переходе на сверхзвук и обратно). Топливной системой управляет электронная система управления и измерения топлива СУИТ1-2Б. Также установлены четыре расходомера РТ-31. В качестве перекачивающих установлены центробежные топливные насосы ЭЦН-321М и струйные насосы СН-3Ф.
В качестве топлива применялся авиационный керосин Т-6 или Т-8 с азотированием.

### Гидросистема
Четыре параллельно работающие гидросистемы с нормальным давлением нагнетания 210 кг/см². Баки гидросистем 1—2 и 3—4 объединены. В первом баке — 75 литров гидравлического масла, во втором — 71 л. В качестве резерва используются две турбонасосные установки ТНУ для 2 и 4 г/систем, работающие на отбираемом от ВСУ воздухе. При необходимости 2 и 4 г/с могут быть закольцованы с 1 и 3.

### Шасси
Передняя опора — с двумя спаренными колёсами КН-17 950×300 мм. Стойка убиралась в нишу против потока. Поворот колёс — от педалей путевого управления. Углы поворота передних колёс: на рулении — ±60°, на разбеге и пробеге — ±8°, при буксировке самолёта — режим свободного ориентирования.
Основные стойки строились в двух вариантах: первоначально на каждой основной опоре было по три четырёхколёсных тележки (двенадцать колёс), при этом стойки убирались в крыло. Затем тележки переделали в двухосные восьмиколёсные, с уборкой в ниши шасси между каналами в/заборника, причём тележки поворачиваются в поперечной плоскости на 90°. Колёса — КТ-160 950×400 мм. Колея шасси — 6,05 метра.

### Противообледенительная система
Включает обогрев коков ВНА двигателей, электроподогрев кромок воздухозаборников, приёмников давления ППД-5, ППД-1, ПВД-19-1, датчика угла атаки ДУА из к-та системы АУАСП-21кр, электрообогрев лобовых стёкол лётчиков. Датчик обледенения самолёта — радиоизотопный РИО-4, датчики обледенения двигателей — типа ДО-206-2 (установлены только на 3-м и 4-м двигателе).

### Оборудование
Состоит из системы электроснабжения, приборного оборудования, самописцев, радиоэлектронного оборудования, системы автоматического управления АБСУ-144, навигационно-пилотажного комплекса НПК-144, электронной системы управления двигателями и топливной автоматики.
Первичная сеть — переменного тока стабильной частоты, четыре генератора 200 вольт 400 гц на двигателях и генератор ВСУ, в резерве — электромашинный преобразователь ПО-500. Генераторы переменного тока подключены на гидравлические приводы постоянных оборотов (кроме генератора ВСУ). Сеть постоянного тока питается через четыре выпрямительных устройства, в качестве резерва применяются четыре бортовые аккумуляторные батареи. Вторичная сеть 36 вольт питается от трёхфазных трансформаторов — основных № 1 и № 2, ещё два трансформатора — в резерве; также применяется электромашинный преобразователь ПТ-1000ЦС (ПТ-500ТУ). Все питающие сети делятся на левые и правые.
Автоматическая бортовая система управления — первоначально — АБСУ-004, затем — АБСУ-144 — для того времени была достаточно революционной. Она обеспечивала автоматический полёт со стабилизацией угловых положений, высоты и скорости, а также управление от навигационного комплекса. В проводку управления были установлены механизмы триммирования и полётные загружатели. Имелась система автоматической балансировки. Новинкой была встроенная система автоматического контроля исправности и предполётной проверки АБСУ (СВК — система встроенного контроля). Для повышения надёжности система выполнена с четырёхкратным резервированием. На АБСУ-004 было введено полётное ограничение на использование всех автоматических режимов (отключены), кроме режима стабилизации приборной скорости.
Комплекс НК(НПК)-144 был построен на базе БЦВМ «Орбита». Также в комплекте имелся вычислитель ВНПК-Д, гироинерциальная система «Радуга» (ГИС-1 и ГИС-2), резервная курсовая система, пульты и блоки. Комплекс устанавливался для отработки начиная с самолётов второй серии (испытания на с-те № 10021), затем — на все последующие машины. НПК предназначен для постоянного вычисления пилотажно-навигационной информации и выдачи её потребителям, а также индикации лётчикам текущего местоположения самолёта на проекционном индикаторе навигационной обстановки (блок ПИНО), в дальнейшем заменён на автоматический навигационный планшет ПА-3 (как на Ту-22М).
Приборное оборудование: система воздушных сигналов СВС-30-3; автомат углов атаки и перегрузок АУАСП-21кр; измерительная аппаратура ИА-16 (термометр температуры торможения), тахосигнальная аппаратура ВСУ ТСА-6М и др.
Приборы в кабине экипажа: плановый навигационный прибор ПНП-1, прибор командный пилотажный ПКП-1 (из к-та АБСУ-004) или ПКП-72, ПНП-72 из к-та АБСУ-144; указатель скорости УС-И; вариометр ВАР-30; электрический указатель поворота ЭУП-53МК; указатель углов атаки и перегрузок УАП из к-та АУАСП-21кр; указатель скорости и числа М УСО-5; указатель скорости УС-1600К; индикатор вертикальных режимов ИВР; указатель угла тангажа УУТ-144; указатель положения элевонов ИП-32-12 из к-та УП-32-12; указатель высоты УВО-5-1 из к-та СВС; авиагоризонт АГР-144; авиагоризонт резервный АГР-72; индикатор РМИ-2 из к-та РСБН; указатель положения РВ ИП-21-05 из к-та УП-21-05; указатель положения РН ИП-21-03 из к-та УП-21-03, высотомер-футомер ВТФ-80К; манометры гидросистем УИ1-340К 2 сер. (из к-та ДИМ2-240ТС); указатели манометров в г/с тормозов УИ1-150К 2 сер. (из к-та системы 75Т-185); указатель манометра аварийного торможения УИ1-240к 2 сер. (к-т ДИМ-240К); индикатор положения стреловидности переднего крыла ИП-33-14; указатели расхода воздуха УРВК-44; указатели положения регулятора тяги УПРТ-82, измеритель ИТА-6М из к-та ТСА-6М, указатель температуры ТУЭ-48; индикатор кислорода ИК-52; указатель высоты и перепада УВПД-5-0,8 и др.
Радиосистема ближней навигации — РСБН-8С. Радиокомпас — АРК-15. Два радиовысотомера малых высот РВ-5.
Магнитофон МС-61Б. Аппаратура речевой информации РИ-65. Самолётный ответчик СОМ-64-144. Система госопознавания — «изделие 020», обязанность подрыва ответчика при аварийной посадке была возложена на бортинженера.
Радиолокационная станция типа «Гроза-144». Связные станции — КВ-станция «Микрон» и УКВ-станция «Ландыш».
Аварийный регистратор полётных параметров типа МСРП-12-96.

## Эксплуатация
Практически все находившиеся в эксплуатации самолёты, в том числе возившие пассажиров, числились за КБ Туполева. Даже пассажирские перевозки выполнялись лётчиками-испытателями этого КБ.

### Ограничения в эксплуатации
В соответствии с требованиями РЛЭ были запрещены полёты: ночью, в условиях обледенения, взлёт с мокрой ВПП. Самолёт имел назначенный ресурс по планеру — 500 часов налёта, а, например, срок службы планера лайнера Ту-134, спроектированного в то же время, ограничен 55 000 лётных часов, при 40 годах использования.

### Коммерческая эксплуатация
Первый рабочий рейс — 26 декабря 1975 года по маршруту Москва — Алма-Ата, самолёт перевёз почтовые отправления.
Летом 1977 года Леонид Брежнев совершает государственный визит во Францию, где ему демонстрируют «Конкорд», который уже год как выполняет пассажирские рейсы в Бахрейн и Рио-де-Жанейро. Брежнев приказывает министру гражданской авиации СССР Б. Бугаеву начать подготовительные работы по выходу Ту-144, выполняющего пока только грузовые рейсы, на пассажирские трассы.
Одновременно с этим ведутся работы по созданию модификации Ту-144Д (доработанный) со значительно увеличенной дальностью полёта, чтобы самолёт был способен соединить с Москвой дальние города без промежуточных посадок. Для этого Ту-144 должны оснастить новыми двигателями РД-36-51А, разработанными в ОКБ П. А. Колесова.
Кузнецов Борис Фёдорович, командир Домодедовского экипажа № 1, совершил первый рейс № 499, на Ту-144, по маршруту Москва-Алма-Ата, 1 ноября 1977 г.
Начало пассажирской эксплуатации Ту-144 было приурочено к 60-й годовщине Октябрьской революции. Регулярные рейсы выполняли только два самолёта — рег. № СССР-77109 и № СССР-77110. Билет на этот рейс стоил 83 рубля 70 копеек, тогда как обычный тариф между Алма-Атой и Москвой был равен 62 рублям. Этот рейс получил № 499 (из аэропорта Домодедово) и № 500 (из Алма-Аты), выполнялся раз в неделю по вторникам и являлся единственным из более чем десяти рейсов в Алма-Ату из Москвы, эксплуатацию которого осуществлял не Алма-Атинский авиаотряд Казахского управления гражданской авиации СССР, а Домодедовский отряд Московского авиаузла. Полёты на расстояние 3260 км на высоте 16—17 тыс. м со скоростью 2000 км/ч выполняли один раз в неделю, количество пассажиров на борту не превышало 80 человек.
При разработке будущего сверхзвукового пассажирского лайнера на него возлагали большие надежды. Самолёт должен был преодолевать расстояния протяжённостью в 5—6 тысяч километров за несколько часов без промежуточных посадок. Самым продолжительным беспосадочным регулярным рейсом Ту-144 должен был стать маршрут Москва — Хабаровск протяжённостью 6250 км, однако из-за ряда техническим проблем это оказалось невозможным.
Самый продолжительный рейс Аэрофлота с посадкой — по маршруту Париж — Новосибирск — Токио общей протяжённостью 11 200 км; чуть короче маршрут Москва — Азорские острова — Гавана (10 400 км).
Однако, кроме демонстраций на салоне в Ле-Бурже, Ту-144 не покидали пределы СССР и на международные воздушные трассы так и не вышли. Недолгая пассажирская эксплуатация данного самолёта ограничилась рейсами из Москвы в Алма-Ату, прежде всего, из-за использования двумя эксплуатируемыми самолётами двигателей НК-144А, значительно уменьшавшими дальность полёта с полной нагрузкой.
Все рейсы на Ту-144 выполнялись только лётчиками-испытателями КБ Туполева в качестве КВС, пилоты «Аэрофлота» были только вторыми пилотами. Резерва топлива не было: если бы основной аэропорт в Алма-Ате не принимал, а единственный запасной в Ташкенте закрылся по метеоусловиям, то сажать лайнер было бы негде. Диспетчеры каждые 10—15 минут отслеживали, какие условия для приёма самолёта в обеих столицах советских республик.
Коммерческая карьера Ту-144 была недолгой. До момента прекращения регулярной эксплуатации с пассажирами 23 мая 1978 года экипажи Аэрофлота на Ту-144 выполнили 55 рейсов, перевезя 3284 пассажира.
1 июня 1978 года, всего через семь месяцев после начала коммерческой эксплуатации, «Аэрофлот» прекратил сверхзвуковые пассажирские рейсы. Непосредственным поводом для прекращения пассажирских полётов послужила катастрофа опытного экземпляра Ту-144Д, произошедшая неделей ранее. Более основательной причиной отказа от пассажирской эксплуатации называется нерентабельность. Доходы от продажи билетов не покрывали даже незначительной части эксплуатационных расходов, вызванных высоким удельным расходом топлива в крейсерском режиме и очень сложным техническим обслуживанием этих самолётов. Значительное повышение стоимости билетов в СССР, где не было класса богатых людей (в отличие от западных потребителей «Конкорда»), не имело перспективы. Кроме того, малая дальность полёта первых модификаций (3—4 тыс. км), которую могли позволить двигатели НК-144А, и меньшая, чем у «Конкорда», дальность с новыми двигателями РД-36-51А (5 тыс. км) также ограничивали или усложняли и удорожали (при промежуточных посадках) возможности пассажирской эксплуатации как в стране, так и за её пределами на длинных межконтинентальных и трансконтинентальных маршрутах, где целевое сокращение времени полёта особенно ощутимо при сверхзвуковой скорости. Тем не менее, возможное возобновление эксплуатации «Аэрофлотом» Ту-144 планировалось. Вплоть до середины 1980-х годов в Воронеже продолжалось строительство новых экземпляров самолётов.
Впоследствии Ту-144Д использовался только для некоторых срочных и специальных грузовых перевозок между Москвой и Хабаровском и др.
В общей сложности Ту-144 совершил 102 рейса под флагом «Аэрофлота», из них 55 — пассажирских (было перевезено 3284 пассажира, для сравнения — «Конкорд» за время эксплуатации перевёз 2,5 млн пассажиров).

### Прекращение работы над Ту-144
После смерти Брежнева отношение к самолёту у нового руководства страны изменилось. Предпочтение было отдано более простым и надёжным дозвуковым широкофюзеляжным Ил-86. В начале июля 1983 года вышло постановление правительства о прекращении работ по Ту-144. Постройка последних двух экземпляров с бортовыми номерами 77115 и 77116 была прекращена в Воронеже в 1984 году, причём последний никогда не летал и был разобран в середине 90-х годов.
В последующие годы некоторые из оставшихся самолётов Ту-144 использовались для срочных грузовых и почтовых рейсов между Москвой и Хабаровском, тренировочных полётов лётчиков-испытателей ЛИИ по программе подготовки к полётам на многоразовом космическом корабле «Буран», а также для испытаний силовых агрегатов для перспективного стратегического бомбардировщика Ту-160.

### «Летающая лаборатория»

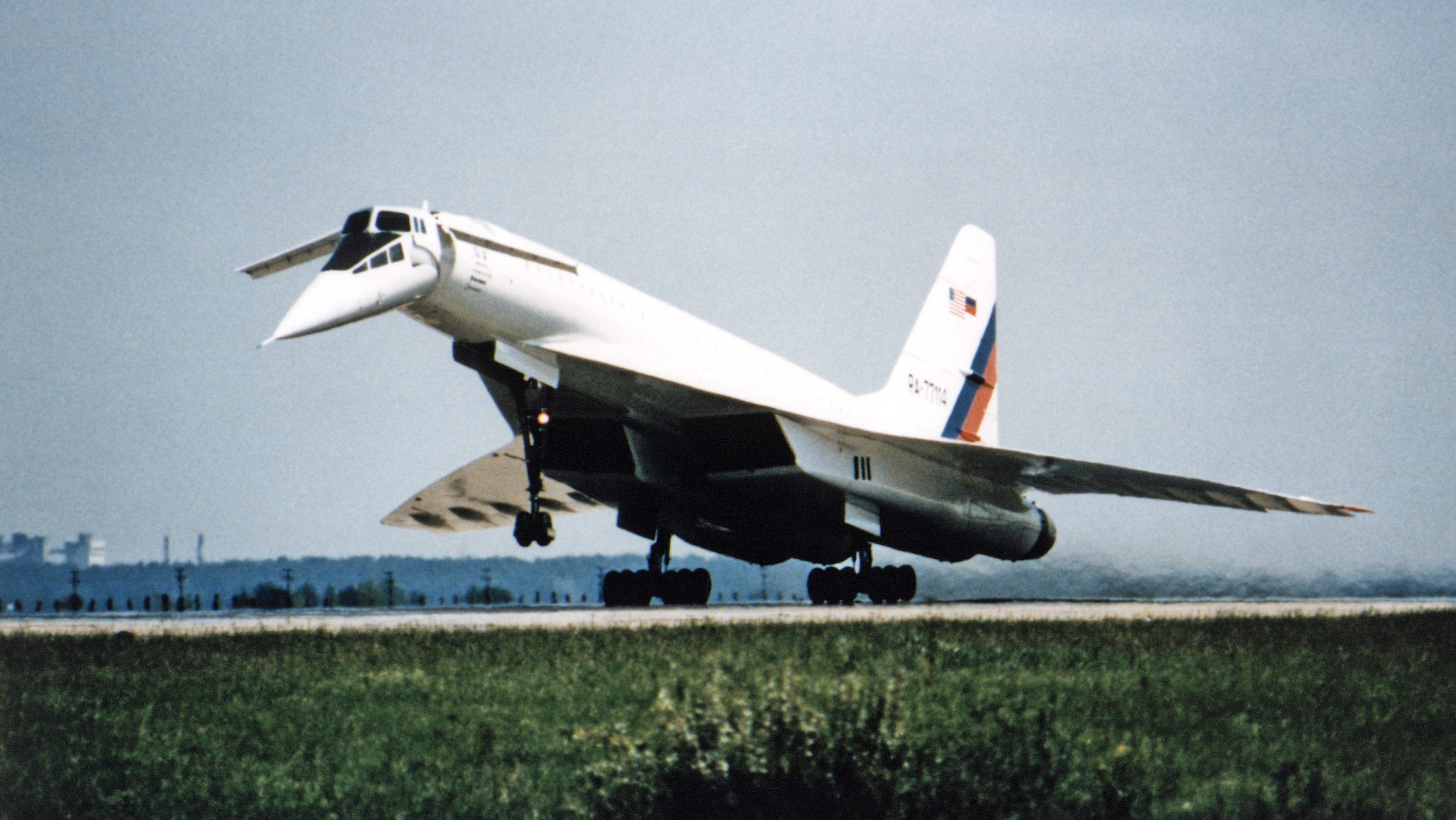
Ту-144 «Летающая лаборатория», 1997 г.

Чертёж Ту-144ЛЛ

В 1980-е годы самолёт с бортовым номером 77114 имел обозначение Ту-144Д и использовался для полётов в научных целях. На борту самолёта-лаборатории проводились радиологические исследования, в том числе по распространению радиации в целях оценки и устранения последствий Чернобыльской катастрофы. Прекратил полёты 27 февраля 1990 года, планер имел налёт 82 часа 40 минут, из них 28 часов на сверхзвуковых скоростях.
В 1993 году Ту-144 б/н 77114 выставлялся на статической экспозиции авиасалона «МАКС», но после этого снова вернулся к полётам.
В 1993 году был подписан договор об использовании научно-исследовательского потенциала этого самолёта в интересах НАСА и «Боинг», для чего была проведена значительная техническая модернизация самолёта.
С 1996 по 1999 годы значительно модифицированный Ту-144Д (№ 77114) под названием Ту-144ЛЛ («Летающая лаборатория») использовался американским космическим агентством НАСА и авиакомпанией «Боинг» для исследований в области высокоскоростных коммерческих полётов с целью разработать план для создания нового современного сверхзвукового пассажирского самолёта. На Ту-144ЛЛ были установлены двигатели НК-32-1 (аналогичные используемым на Ту-160) в связи с отсутствием пригодных к эксплуатации НК-144 или РД-36-51, разнообразные датчики и испытательная контрольно-записывающая аппаратура. В полу 1-го салона была организована шахта аварийного покидания самолёта вниз, напрямую через грузовой люк. Пассажирские кресла на этот борт никогда не устанавливались, он был произведён уже после прекращения пассажирских полётов. Из-за более мощных двигателей хвост фюзеляжа был дополнительно к имеющимся обшит пластинами нержавеющей стали. После завершения полётов двигатели и записывающая аппаратура были демонтированы.
Во время полётов в качестве модификации ЛЛ самолёт получил собственное имя «Москва».
По окончании научной программы США хотели выкупить этот самолёт и вывезти его к себе, но договор не был подписан, в том числе потому, что на летающий образец Ту-144 были установлены такие же двигатели, которые использовались на военном Ту-160, являвшемся на тот момент сугубо секретным.

### Военные проекты
После прекращения пассажирских перевозок на Ту-144 представителями ОКБ Туполева предпринимались неоднократные попытки продолжения программы Ту-144 уже на военном
поприще. Было проработано несколько проектов применения самолёта, но все они не вызывали заинтересованности у командования ВВС, которое прекрасно понимало всю сложность эксплуатации этого самолёта, да ещё и с сомнительными боевыми характеристиками.
До практических испытаний дошёл только один проект — постановщик электронных помех на базе Ту-144, под который был оборудован борт с зав. № 06-1 с регистрационным номером СССР-77110. В случае удачных испытаний Ту-144ПП должен был поступить на вооружение авиации ВМФ, командование которой по разным причинам не смогло отказаться (в основном, из-за жёсткого давления руководства МАП) от неперспективной машины.
Несмотря на проведённый с отрицательным результатом цикл испытаний самолёта на Северном флоте, финансирование проекта продолжалось, и на одном из аэродромов ВВС Тихоокеанского флота началось расширение аэродромной инфраструктуры и строительство капитального жилья. С распадом СССР строительство было заморожено, а проект окончательно закрыт.

## Лётные происшествия

### Катастрофа в Ле-Бурже 1973 года
3 июня 1973 года Ту-144 № 77102 разбился во время показательного полёта на авиасалоне в Ле Бурже. Погибли все шесть членов экипажа (Герой Советского Союза заслуженный лётчик-испытатель М. В. Козлов, лётчик-испытатель В. М. Молчанов, штурман Г. Н. Баженов, заместитель главного конструктора инженер генерал-майор В. Н. Бендеров, ведущий инженер Б. А. Первухин и бортинженер А. И. Дралин) и 8 человек на земле.
По версии, появившейся после крушения, причиной катастрофы считают слишком резкий манёвр, который экипаж должен был совершить во избежание столкновения с неожиданно появившимся французским «Миражом» (задача лётчика которого была сфотографировать советский Ту-144 в полёте), нарушение системы управления либо же недопустимость для конструкций планера самолёта манёвра, который экипаж попытался совершить.
Причины катастрофы были засекречены, что привело к потоку спекуляций на эту тему. Так в 2005 году в фильме Алексея Полякова «Битва за сверхзвук. Правда о Ту‑144» Эдгар Крупянский (на момент создания Ту-144 — заместитель начальника испытательной базы ОКБ Туполева) сказал о них так: «На машине (Ту-144) были такие блоки, которые впервые поставлены на борт для испытания».
Высказывалась также версия, что кинокамера, которую имел при себе руководитель испытаний генерал-майор В. Н. Бендеров, выпав из рук, сместила и заблокировала штурвальную колонку, в результате самолёт выполнил манёвр на запредельном режиме и разрушился, но она не подтвердилась записями аварийного самописца.
В официальном сообщении упоминалась возможность падения непривязанного члена экипажа с кинокамерой. Однако, как сказано в том же сообщении, «не было найдено никакого материального доказательства», чтобы подтвердить или опровергнуть эту гипотезу, поэтому «причины катастрофы должны быть объявлены не установленными, и дело было закрыто».
Несмотря на катастрофу 1973 г., позже самолёт был вновь показан на авиасалоне в Ле-Бурже в 1975 и 1977 гг.

### Катастрофа в испытательном полёте 23 мая 1978 года
23 мая 1978 года произошла вторая катастрофа опытного образца Ту-144. Во время испытательного полёта модернизированного варианта самолёта, Ту-144Д (№ 77111) после возгорания топлива в зоне мотогондолы 3-й силовой установки из-за разрушения топливопровода, задымления в кабине и отключения экипажем двух двигателей совершил вынужденную посадку на поле около деревни Ильинский Погост, неподалёку от подмосковного города Егорьевска.
После посадки через форточку кабины экипажа покинули самолёт второй пилот В. Д. Попов, командир экипажа Э. В. Елян и штурман В. В. Вязигин. Находившиеся в салоне инженеры В. М. Кулеш, В. А. Исаев, В. Н. Столповский покинули самолёт через переднюю входную дверь. Бортинженеры О. А. Николаев и В. Л. Венедиктов оказались зажатыми на рабочем месте деформировавшимися при посадке конструкциями и погибли.

### Авиационное происшествие в испытательном полёте 31 июля 1980 года
31 июля 1980 года во время очередного испытательного полёта у Ту-144Д (№ 77113), вылетевшего с аэродрома «Раменское», на сверхзвуковом режиме на высоте 16 тыс. метров произошло разрушение одного из двигателей. Экипаж с большим трудом смог взять ситуацию под контроль, вывести самолёт из пикирования и успешно посадил его. Двигатели машины отправили на доработку.

### Происшествие в Жуковском
В конце 1981 года самолёт уже должен был начать коммерческую эксплуатацию, летая из Москвы в Красноярск. Однако во время очередной гонки двигателей на борту произошёл пожар. Экипаж экстренно покинул самолёт через аварийные выходы на крыло. Полёты были вновь отложены.

## Опытные самолёты и модификации
| Название модели  | Краткие характеристики, отличия. |
| ---------------- | --- |
| Ту-144 («044»)   | Первый опытный образец (1968 г.) № СССР-68001 с двигателями НК-144. Сильно отличался многими элементами конструкции (формой и профилем крыла, размещением двигателей и стоек шасси, конструкцией стоек шасси, длиной и формой отдельных элементов фюзеляжа, катапультируемыми креслами экипажа, отстреливаемыми люками для выхода катапультируемых кресел и другими особенностями) от предсерийного и серийных и представлял собой скорее отдельную модель самолёта. |
| Ту-144С («004»)  | 13 самолётов с 1 по 6 серию, из них три пошли на стенды для наземных испытаний. Один самолёт зав. № 03-1 сразу начал переделываться в опытный Ту-144Д, один переделан в опытный постановщик помех Ту-144ПП зав. № 06-1 |
| Ту-144Д («004Д») | Семь машин с 6 по 9 серию, с двигателями РД-36-51А, 1974 г. Одна переделана из Ту-144 (см. выше), одна переделана в летающую лабораторию по программе СПС второго поколения |
| Ту-144ДА         | Проект с двигателями «61». |
| Ту-144К          | Проект авиационно-ракетного комплекса дальней авиации. |
| Ту-144КП         | Проект авиационно-ракетного комплекса дальней авиации. |
| Ту-144ЛЛ         | Опытный самолёт, летающая лаборатория на базе Ту-144Д с двигателями НК-32-1, 1996 г. |
| Ту-144ПП         | Постановщик электронных помех, опытный. Переделан самолёт № 06-1. |
| Ту-144ПР         | Проект постановщика помех и разведчика. |
| ДП-2             | Проект дальнего перехватчика. |

## Технические характеристики Ту-144 с двигателями НК-144
Информация приводится в соответствии с кн.1 РЛЭ самолёта Ту-144
| Ту-144                                                      | Ту-144                        | Ту-144                        |
| ----------------------------------------------------------- | ----------------------------- | ----------------------------- |
| Габариты                                                    |                               |                               |
| длина                                                       | 65,695 м                      | 65,695 м                      |
| размах крыла                                                | 28,00 м                       | 28,00 м                       |
| площадь крыла                                               | 503,00 м² (вместе с ПГО)      |                               |
| высота                                                      | 12,50 м                       | 12,50 м                       |
| диаметр фюзеляжа                                            | 3,3 м                         |                               |
| стреловидность крыла                                        | 57°                           |                               |
| продольная база шасси                                       | 19,63 м                       |                               |
| ширина колеи                                                | 6,05 м                        |                               |
| радиус разворота                                            | 48 м                          |                               |
| Масса                                                       |                               |                               |
| максимальная взлётная                                       | 195 000 кг                    |                               |
| нормальная взлётная                                         | 180 000 кг                    |                               |
| максимальная посадочная                                     | 120 000 кг                    |                               |
| запас топлива (самолёт без экспериментального оборудования) | 80 000 кг                     | 80 000 кг                     |
| расход топлива                                              | 39 т/ч (макс.)                |                               |
| Лётные данные                                               |                               |                               |
| крейсерская дозвуковая скорость                             | М = 0,85                      | М = 0,85                      |
| крейсерская сверхзвуковая скорость                          | М = 2,00                      | М = 2,00                      |
| скорость отрыва                                             | 360 км/ч (при массе 180 тонн) | 360 км/ч (при массе 180 тонн) |
| посадочная скорость (скорость пересечения кромки ВПП)       | 295 км/ч                      | 295 км/ч                      |
| скорость касания (посадочный вес 112000 кг)                 | 266 км/ч                      | 266 км/ч                      |
| Максимальное эксплуатационное число М                       | 2,10 (на высоте 16 км)        |                               |
| Максимально допустимое число М                              | 2,15                          |                               |
| Максимально допустимая перегрузка                           | 2,3 (при массе до 180 тонн)   |                               |
| Максимально допустимая перегрузка без ограничения веса      | 0,2                           |                               |
| Дальность полёта с максимальной коммерческой нагрузкой      | 3100 км                       |                               |
| Высота полёта на крейсерском сверхзвуковом режиме           | 15000 м                       |                               |
| Потолок                                                     | 19000 м                       | 19000 м                       |
| Экипаж, человек                                             | 4                             | 4                             |
| Двигатели                                                   | 4 ТРДДФ НК-144А               |                               |
| Тяга (взлётная)                                             | 4 × 20000 кгс                 | 4 × 20000 кгс                 |

Крейсерский дозвуковой полёт на максимальную дальность производится на скорости М = 0,85 по потолкам, с постепенным набором высоты 11500 м. Километровый расход топлива при этом — от 22 в начале до 14 кг/км в конце полёта. Режим работы двигателей — 72 %.

## Сравнительная таблица характеристик

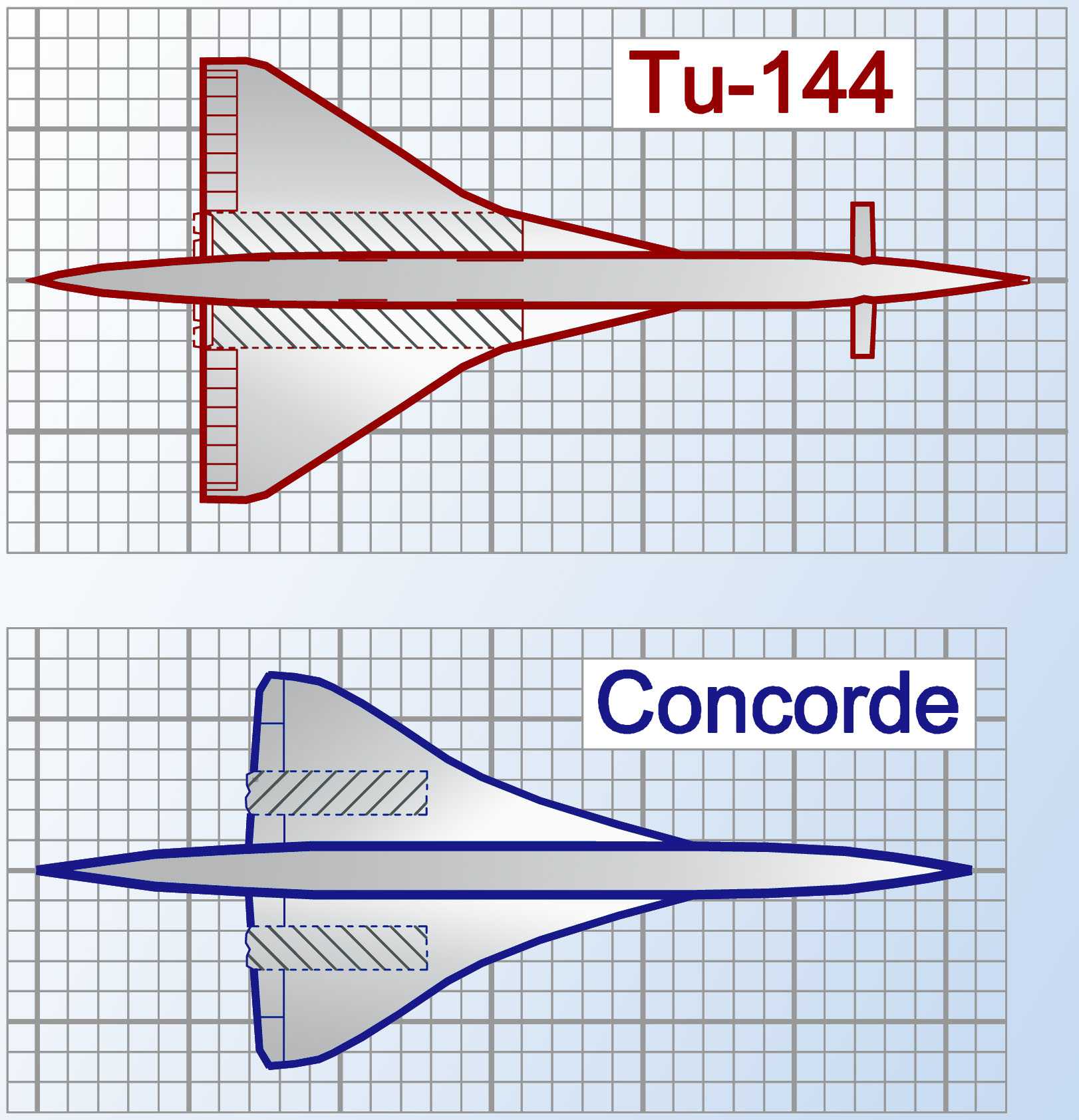
Сравнение Ту-144 и «Конкорда» в плане

Источники: www.tu144sst.com и www.concordesst.com, www.tupolev.ru/
|                                                 | Ту-144 различных модификаций | Ту-144 различных модификаций | Ту-144 различных модификаций | Ту-144 различных модификаций | Concorde                   |
|                                                 | Ту-144 («044»)               | Ту-144С                      | Ту-144Д                      | Ту-144ЛЛ                     | Concorde                   |
| Технические характеристики                      | Технические характеристики   | Технические характеристики   | Технические характеристики   | Технические характеристики   | Технические характеристики |
| ----------------------------------------------- | ---------------------------- | ---------------------------- | ---------------------------- | ---------------------------- | -------------------------- |
| Экипаж, чел.                                    | 4                            | 4                            | 4                            | 4                            | 3                          |
| Длина, м                                        | 59,40                        | 65,70                        | 65,70                        | 65,70                        | 61,66                      |
| Высота, м                                       | 12,25                        | 12,50                        | 12,50                        | 12,50                        | 12,2                       |
| Размах крыла, м                                 | 27,65                        | 28,00                        | 28,80                        | 28,80                        | 25,60                      |
| Площадь крыла, м²                               | 438                          | 503                          | 507                          | 507                          | 358,6                      |
| Максимальная взлётная масса, кг                 | 180 000                      | 195 000                      | 207 000                      | 203 000                      | 185 000                    |
| Масса полезной нагрузки, кг                     | 12 000                       | 15 000                       | 15 000                       |                              | 13 380                     |
| Масса топлива, кг                               | 70 000                       | 98 000                       |                              | 95 000                       | 95 680                     |
| Двигатели                                       |                              |                              |                              |                              |                            |
| Количество                                      | 4                            | 4                            | 4                            | 4                            | 4                          |
| Тип                                             | НК-144                       | НК-144A                      | РД-36-51А                    | НК-32-1                      | Olympus 593                |
| Тяга, максимальная, кН                          | 171,6                        | 178,0                        | 196,1                        | 245,0                        | 170,0                      |
| Тяга на сверхзвуке, кН                          | 127,5                        | 147,0                        |                              | 137,5                        |                            |
| Лётные характеристики                           |                              |                              |                              |                              |                            |
| Максимальная скорость, км/ч                     | 2443                         | 2500                         | 2285                         | 2500                         | 2330                       |
| Крейсерская скорость (на сверхзвуке), км/ч      | 2300                         | 2200                         | 2120                         | 2300                         | 2150                       |
| Посадочная скорость, км/ч                       | 270                          | 270                          | 270                          | 270                          | 295                        |
| Практическая дальность (с полной загрузкой), км | 2920                         | 3080                         | 5330                         | 4000                         | 7200 (перегоночная)        |
| Практический потолок, м                         |                              |                              | 20 000                       |                              | 18 300                     |
| Длина разбега, м                                |                              |                              | 2930                         |                              |                            |
| Длина пробега, м                                |                              |                              | 2570                         |                              |                            |
| Среднечасовой расход топлива, кг/ч              |                              | 38 500                       | 26 000                       |                              | 20 500                     |

## Судьбы самолётов
Строительство самолётов Ту-144 (с учётом так называемой нулевой серии) велось с 1967 по 1984 год. Всего было построено 16 машин: борты № 68001, 77101, 77102, 77103, 77144 (бывший 77104), 77105, 77106, 77107, 77108, 77109, 77110, 77111, 77112, 77113, 77114 и 77115. Ещё одна, последняя построенная машина (серийный номер 09-2, бортовой 77116) осталась невостребованной ни МАП, ни МГА, долго стояла на территории Воронежского авиазавода и в итоге была порезана. Кроме того, было собрано ещё несколько планеров Ту-144 для наземных испытаний.

### В музеях
- Ту-144 № 77106 29 февраля 1980 перегнан в музей ВВС в Монино, самостоятельно выполнил посадку на грунтовом аэродроме. Первый Ту-144, использовавшийся для регулярных почтовых и грузовых перевозок.
- Ту-144 № 77107 29 марта 1985 совершил последний перелёт в Казань и был установлен на закрытой территории КАИ. В 2017 был установлен на всеобщее обозрение у кампуса института в центре Ново-Савиновского района в Казани, планируется устроить в нём посещаемый музей[27][28].
- Ту-144 № 77110 1 июня 1984 перегнан в Ульяновск и установлен в музее ГА в аэропорту Баратаевка.
- Ту-144Д № 77112 в музее техники в Зинсхайме (Германия). Установлен рядом с французским «Конкордом»[12]. Использовался как ЗИП по программе Ту-144ЛЛ.
- Ту-144ЛЛ № 77114, который использовался для тестов НАСА, хранился на аэродроме в Жуковском. Установлен как памятник в Жуковском на пересечении Туполевского шоссе и улицы Туполева[12]. Окрашен в пассажирскую модификацию[12]. В апреле 1999 — последний полёт Ту-144.
- Ту-144Д № 77115 также хранится на аэродроме в Жуковском. В 2007 году Ту-144Д № 77115 был заново окрашен в соответствии с исторической схемой окраски и выставляется для всеобщего обозрения на авиасалоне МАКС начиная с 2007 года. Является наиболее комплектным экземпляром на сегодняшний день.

### На хранении
- Ту-144 № 77108 на учебном аэродроме Самарского национального исследовательского университета имени академика С. П. Королёва. В 2019 году поставлен под ток, в 2020-м осуществлён запуск ВСУ[29].

## Ту-144 в массовой культуре
Ту-144 посвящён выпуск почтовой марки в 1969 году.
В советском фильме 1977 года «Мимино» главный герой, Валико Мизандари, встречает в аэропорту Тбилиси своего однокурсника по лётному училищу, теперь пилота Ту-144 (при этом Ту-144 в Тбилиси не летал, план с видом самолёта был снят в Москве). Валико решает оставить свою работу, пилота вертолёта местных авиалиний и уезжает в Москву, чтобы стать пилотом большой авиации и тоже летать на Ту-144.
В 2002 году выпущена почтовая марка Казахстана, посвящённая 25-летию полёта Ту-144 между Москвой и Алма-Атой.
Также выпущена памятная монета 2011 года с изображением самолёта.
В 2020 году состоялась премьера российского телесериала «Журавль в небе», одна из сюжетных линий которого посвящена истории создания и испытаний Ту-144.
Сборная масштабная модель самолёта в масштабе 1:100 выпускалась в ГДР предприятием Plasticart в 1970-х — 1980-х гг.
В одной из серий телесериала «Пять минут тишины. Симбирские морозы», спасатели эвакуируют детей, случайно закрывшихся в багажном отсеке музейного Ту-144.

## Изображения

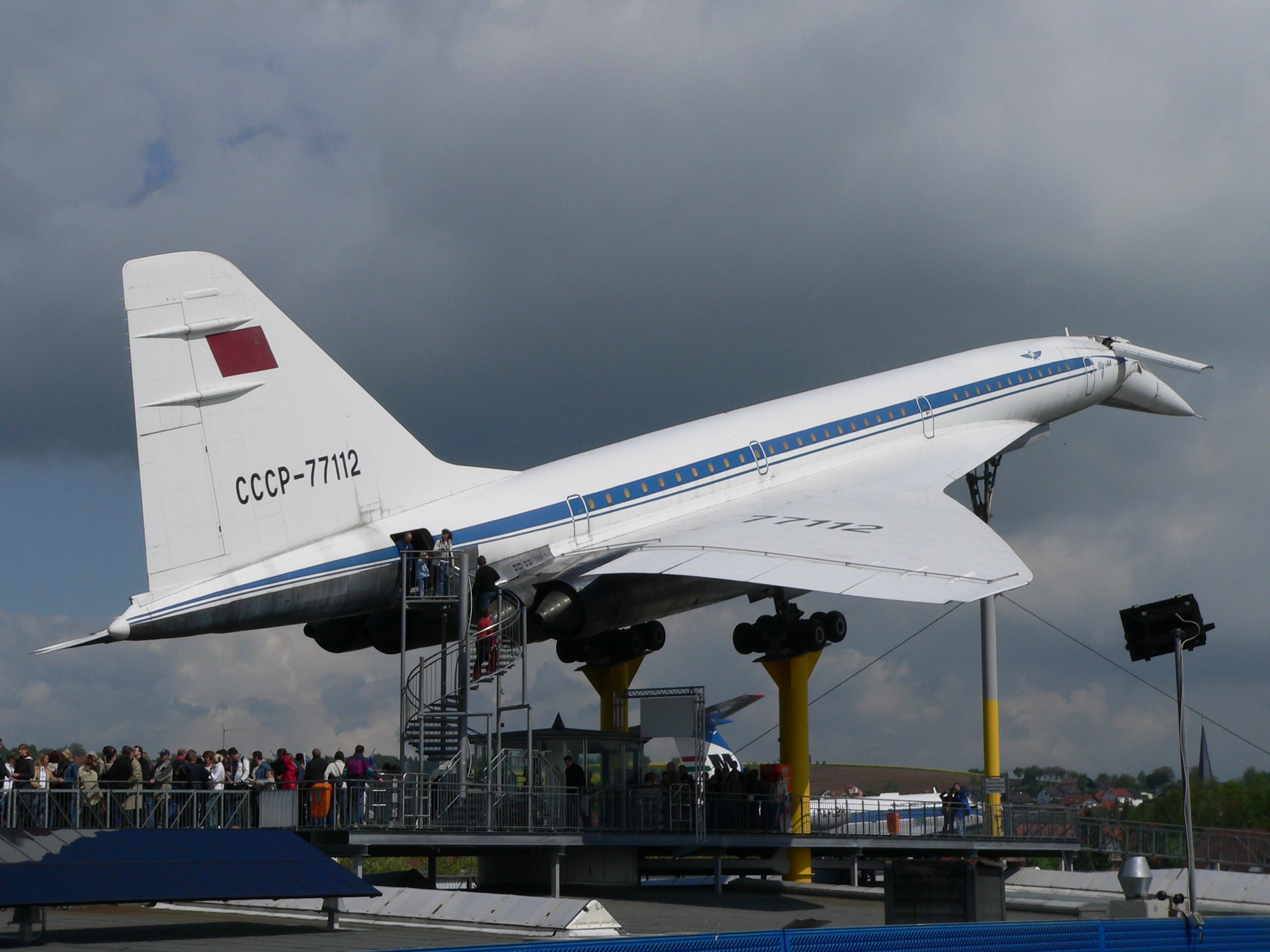
Ту-144 в музее в Зинсхайме, Германия (№ 77112)
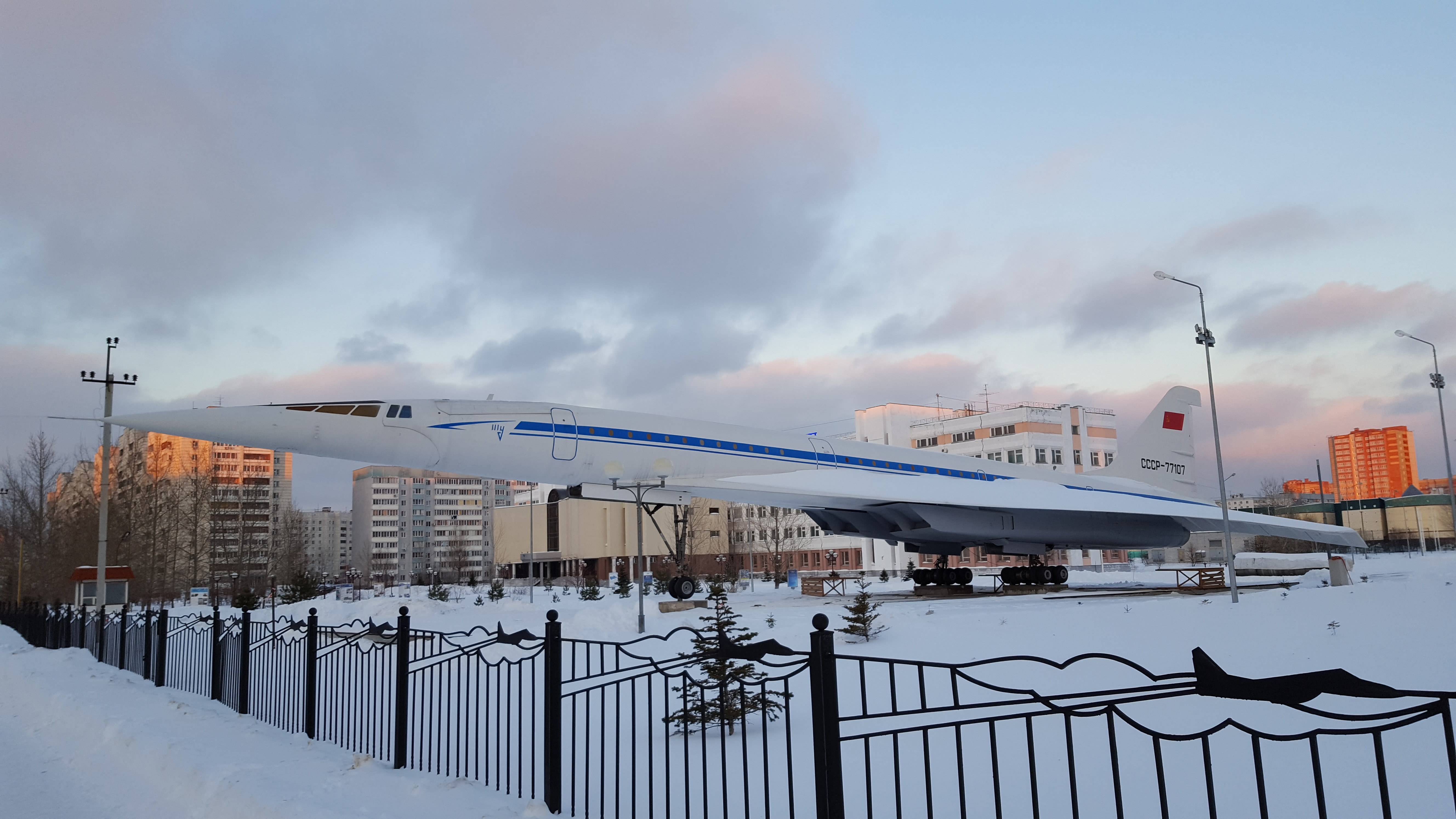
Ту-144, установленный на постаменте в г. Казани возле здания КАИ (№ 77107)
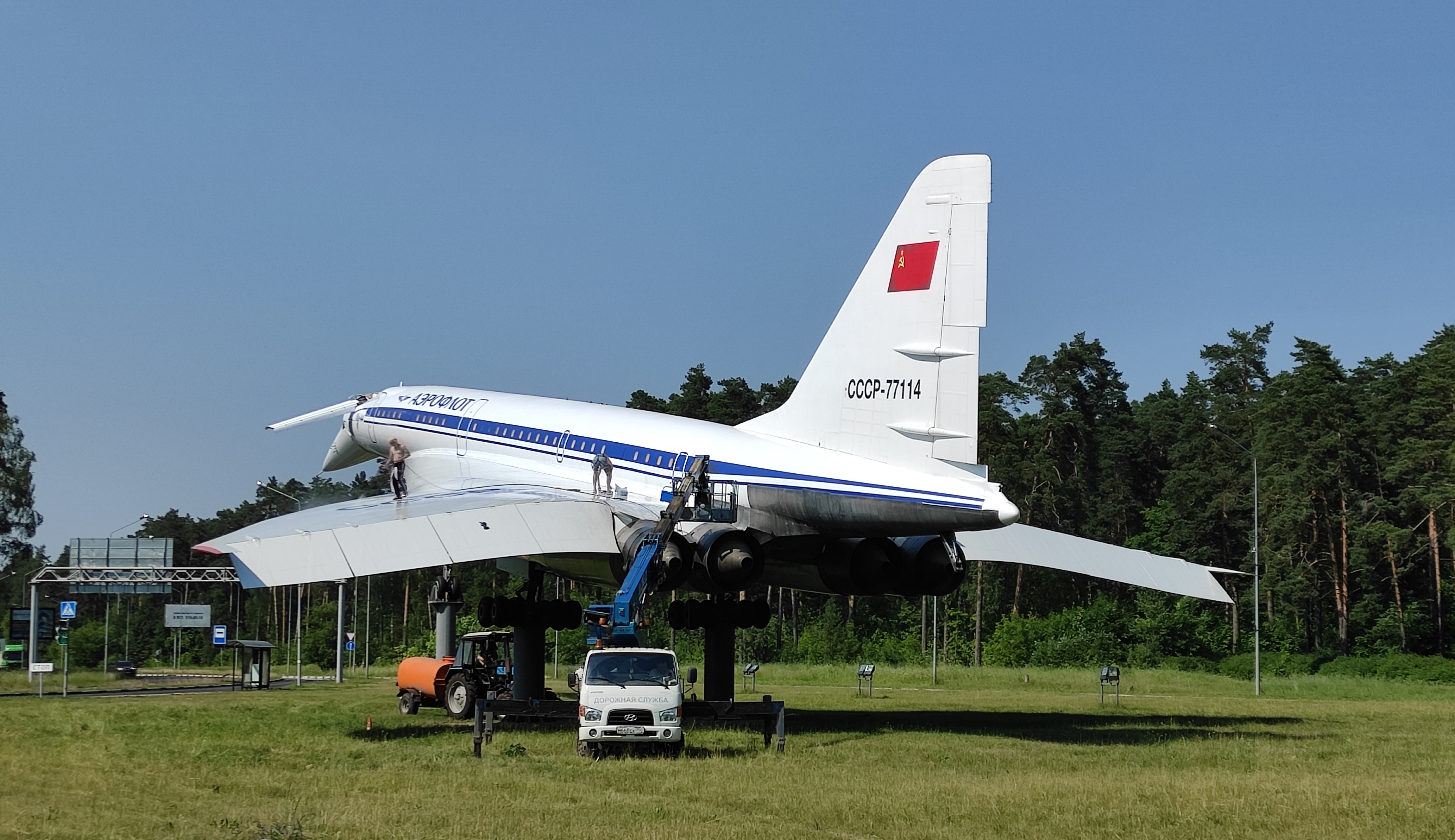
Сезонное техническое обслуживание самолёта-памятника Ту-144 № 77114 в Жуковском
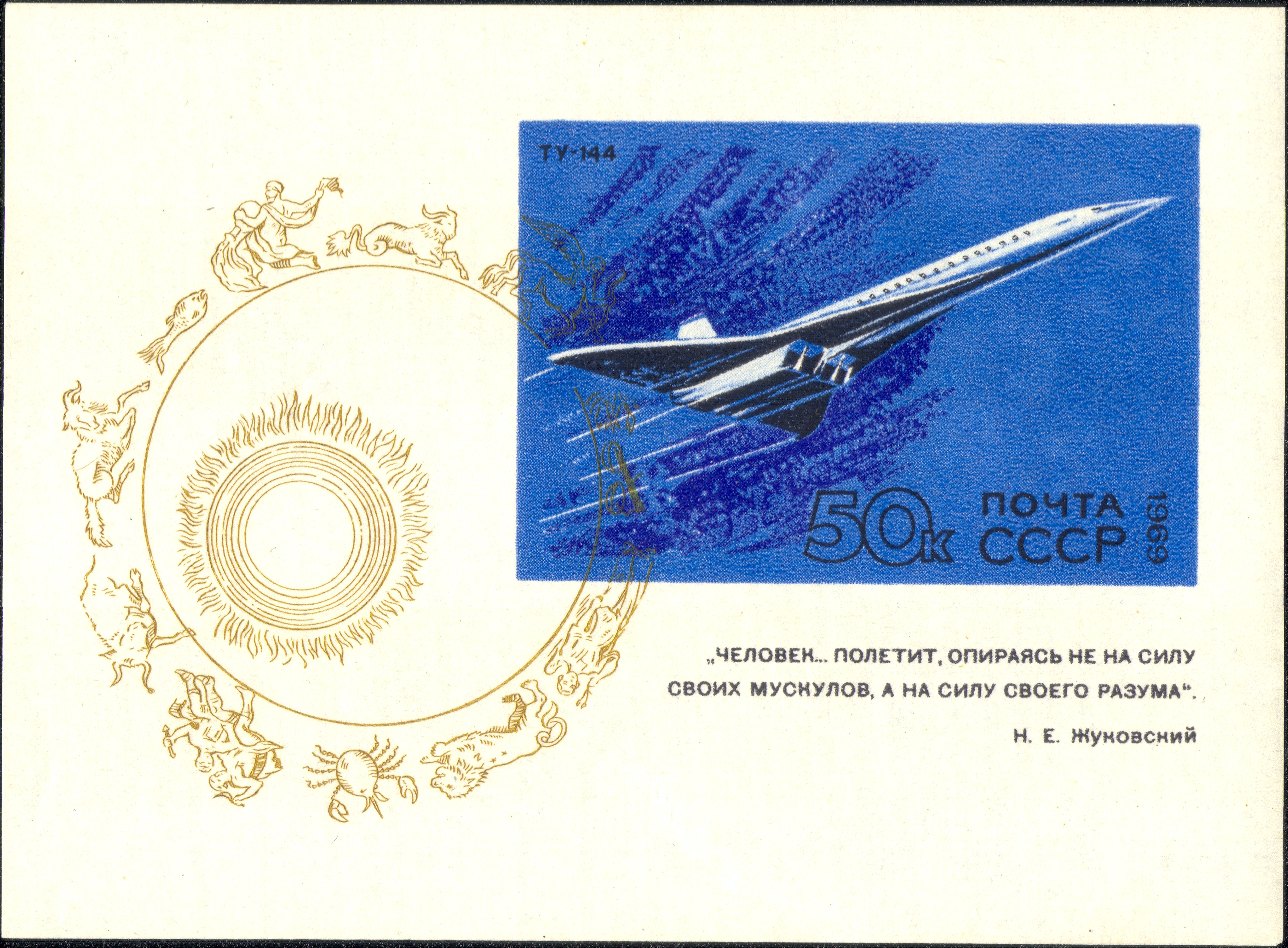
Ту-144 на почтовом блоке СССР 1969
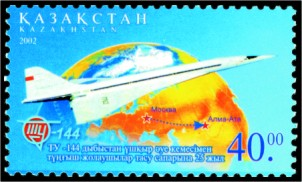
Почтовая марка Казахстана 2002 года, посвящённая 25-летию полёта Ту-144 между Москвой и Алма-Атой
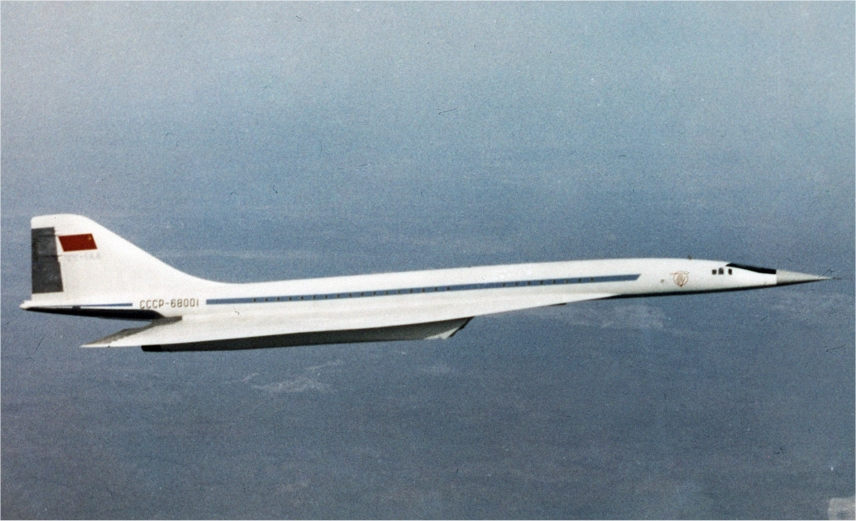
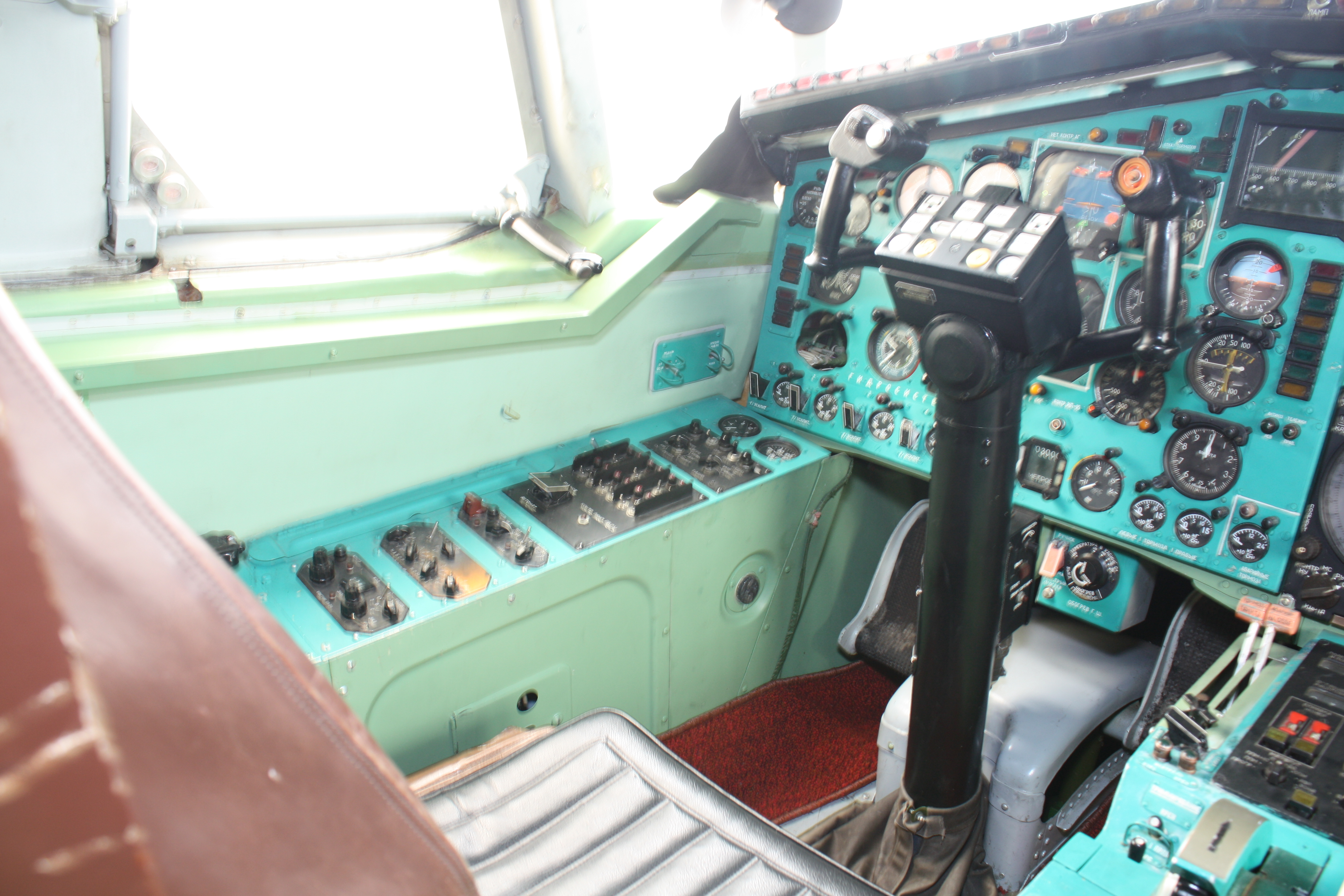
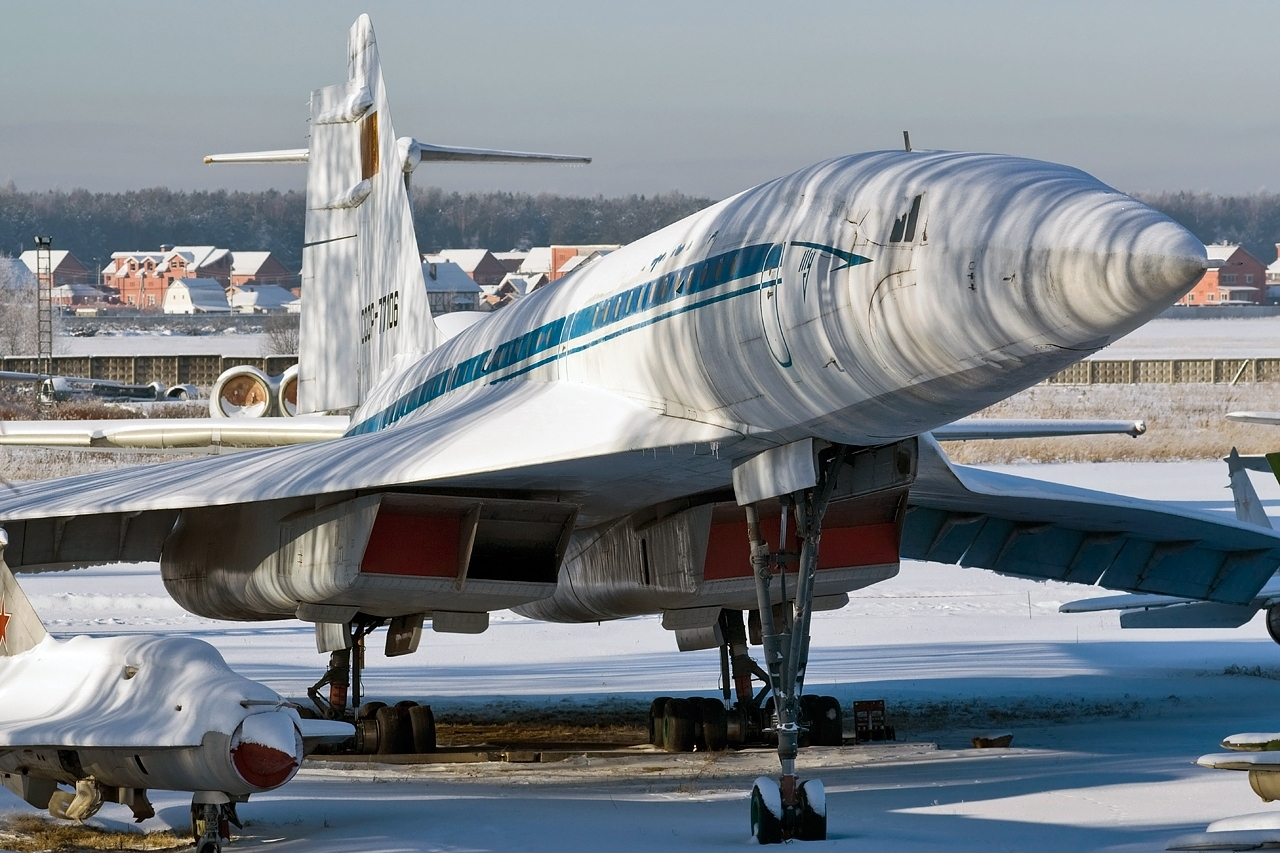
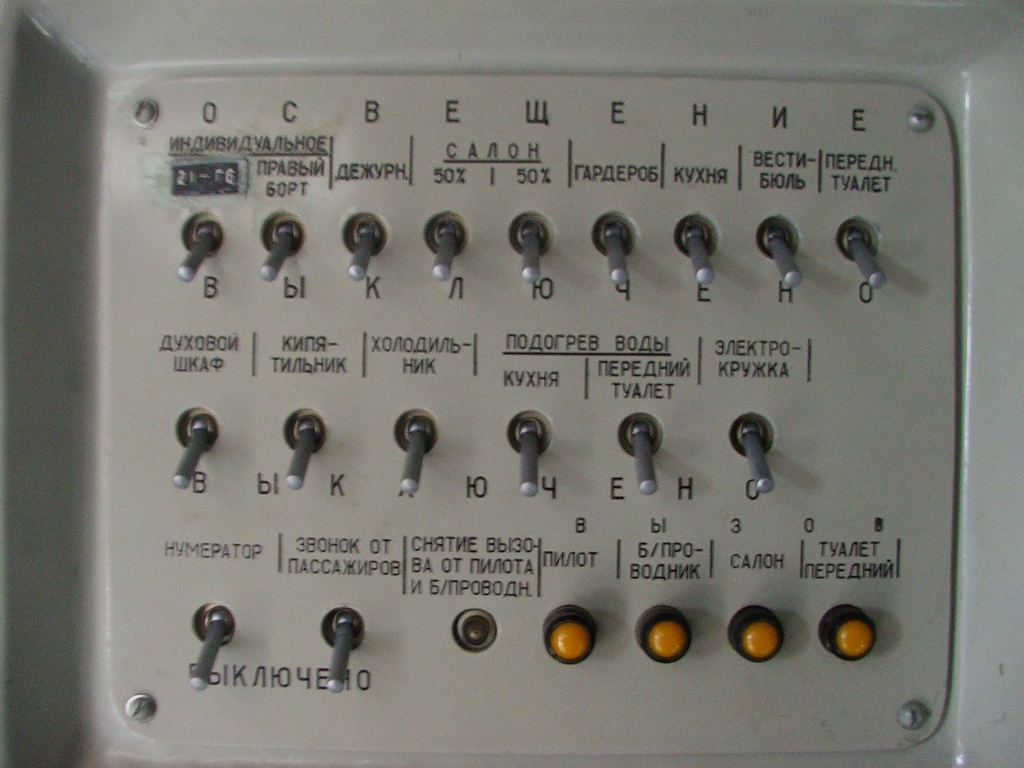
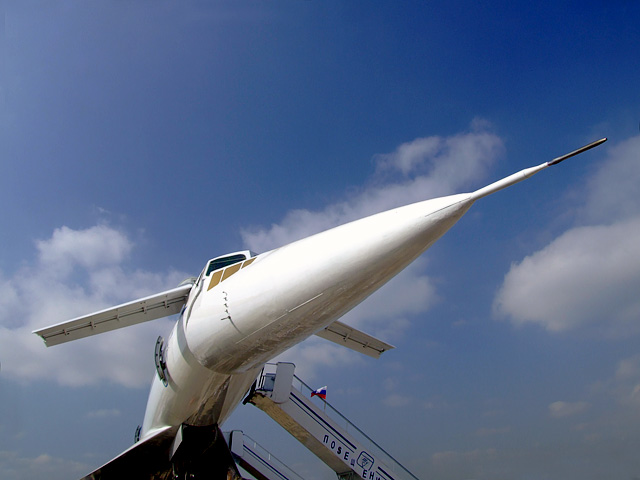
Носовая часть с выпущенным передним оперением
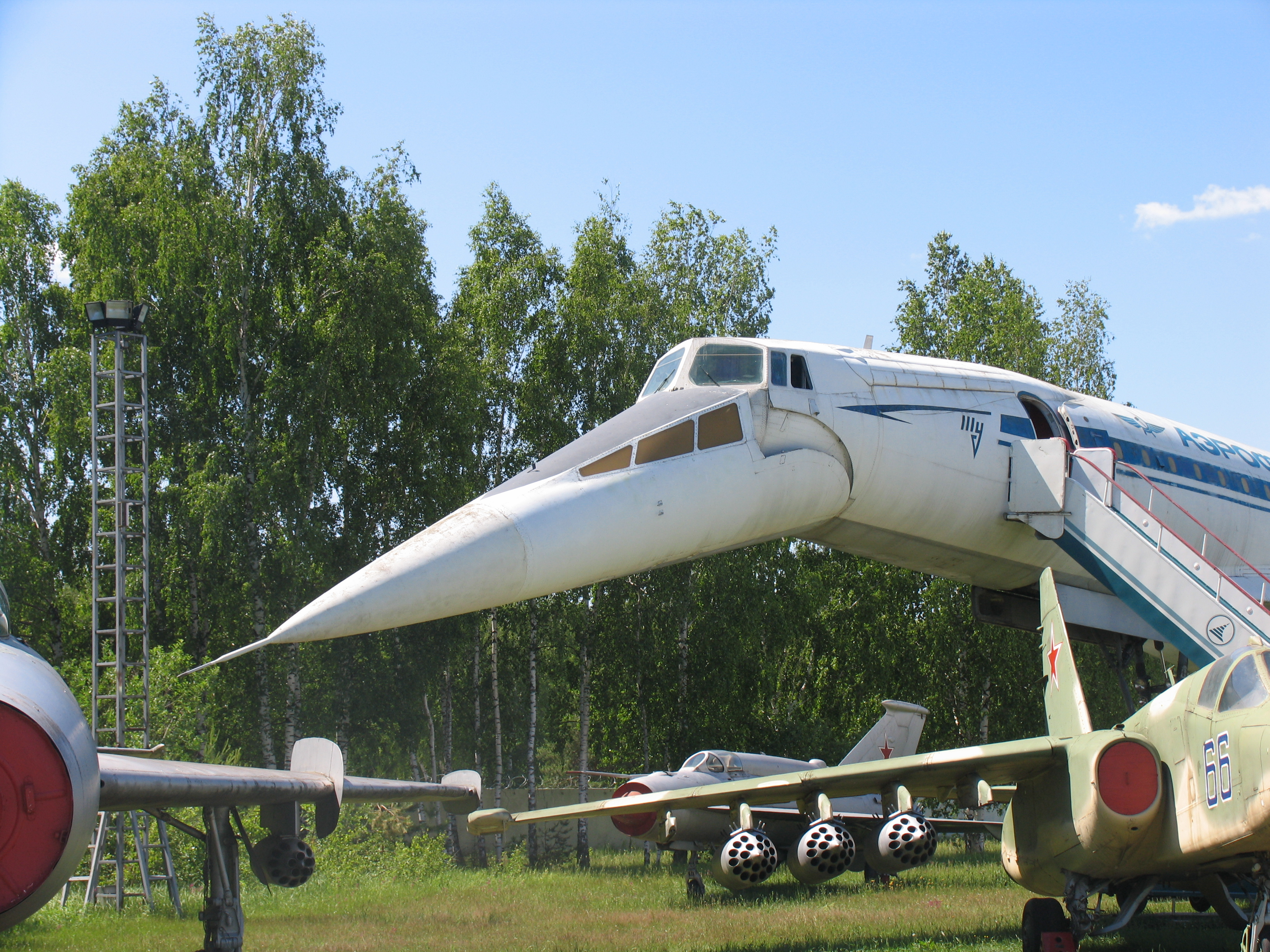
Опущенная носовая часть со сложенным передним оперением
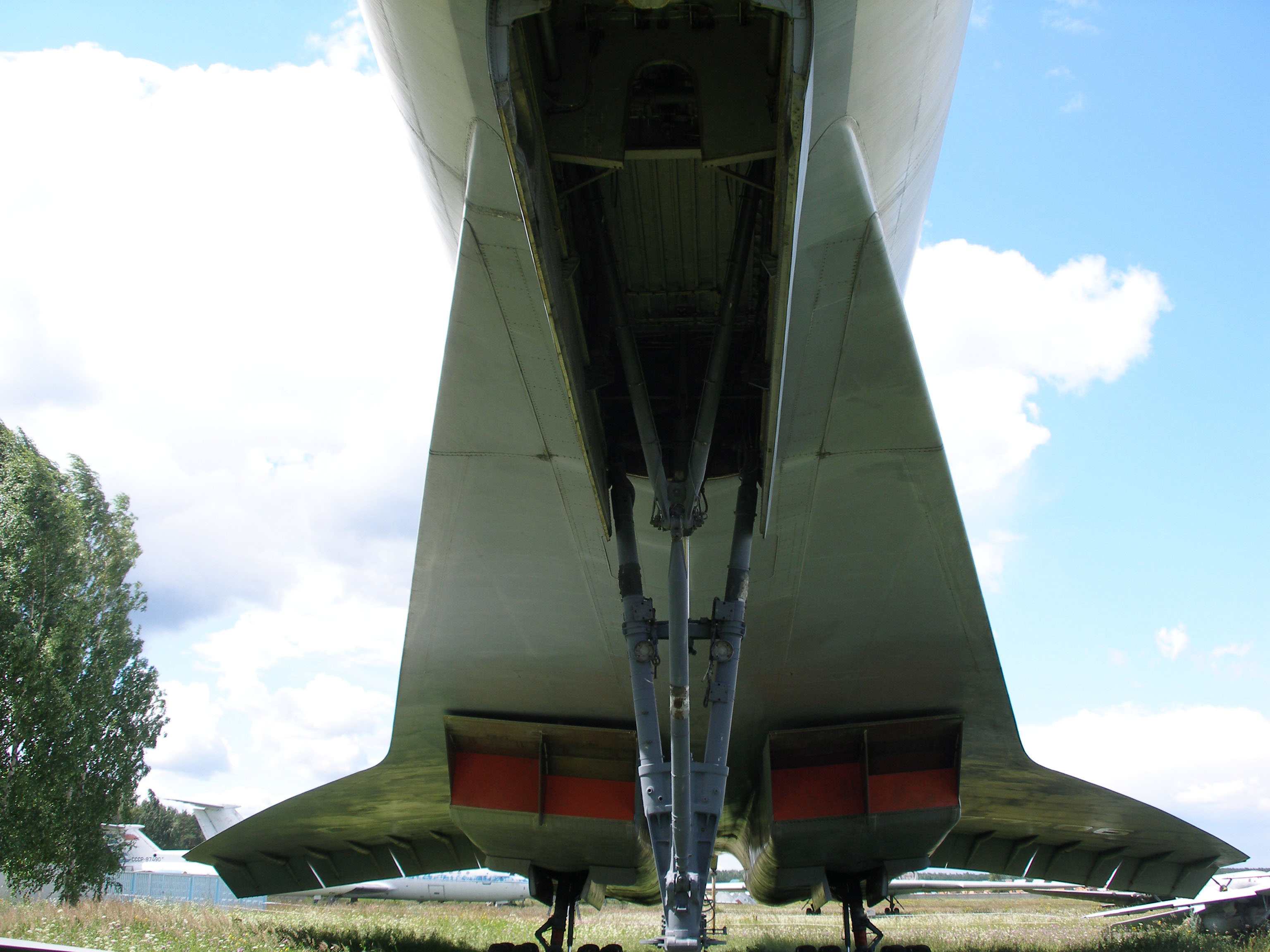
Вид снизу
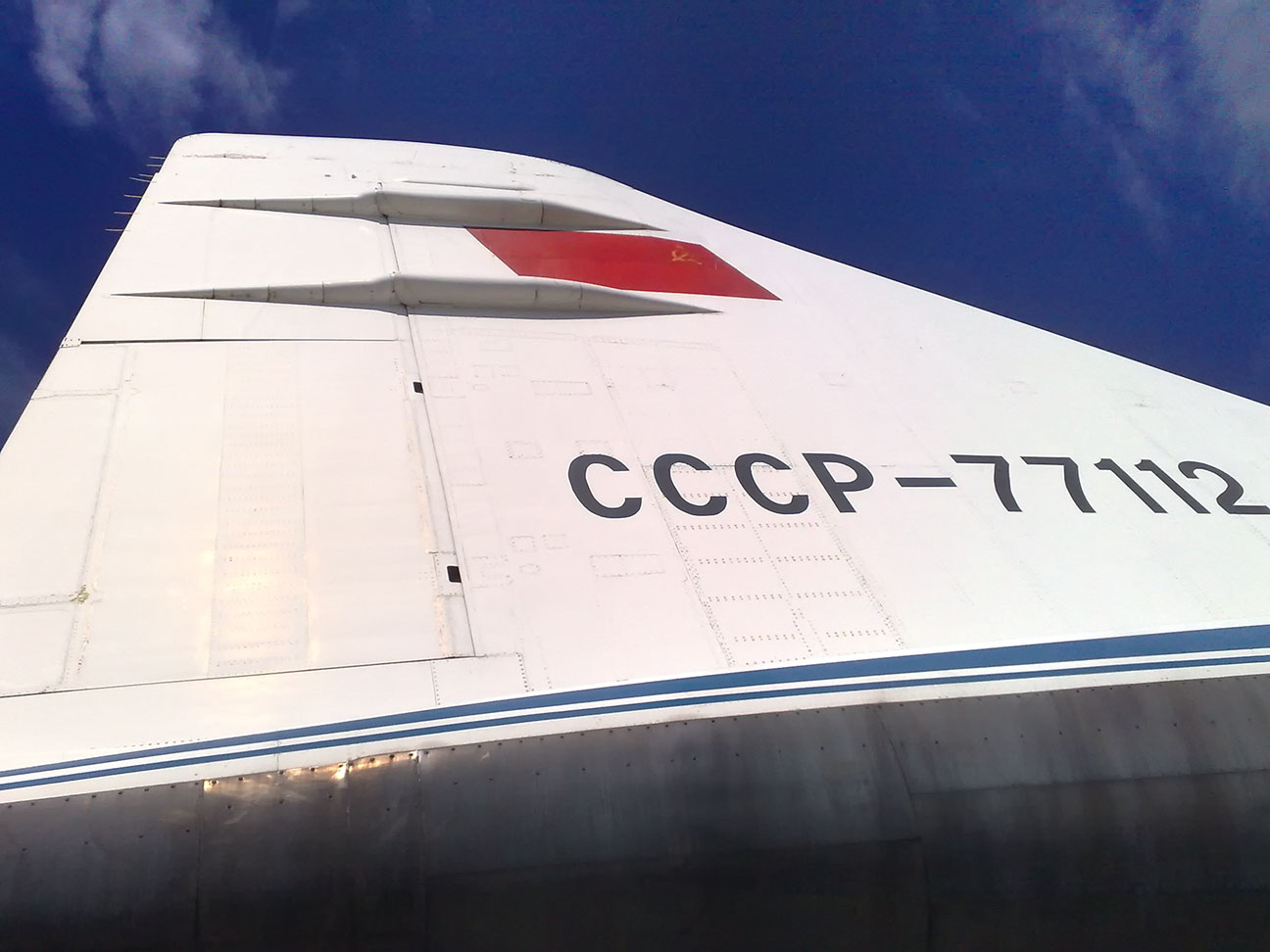
Киль
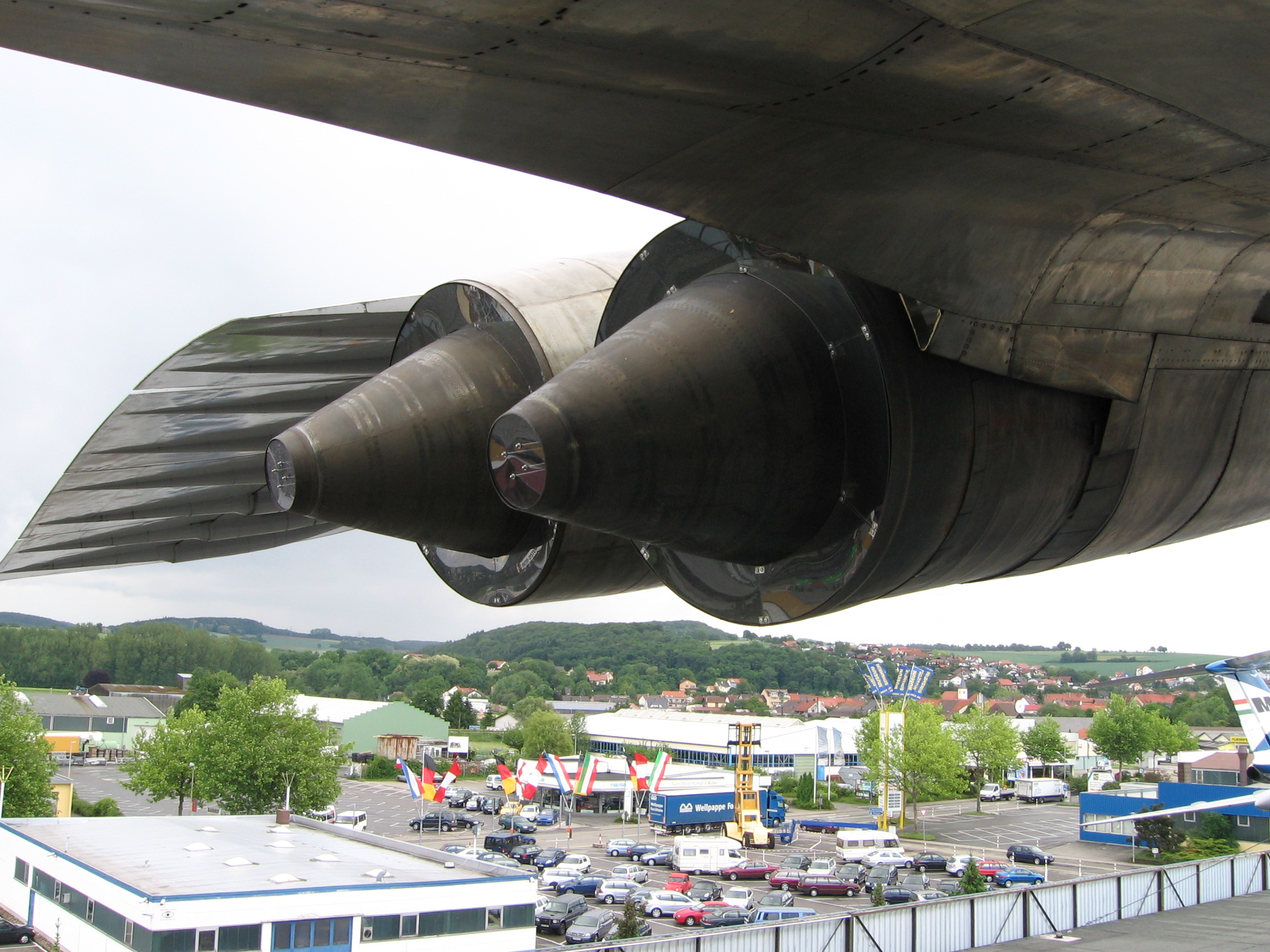
Двигатели
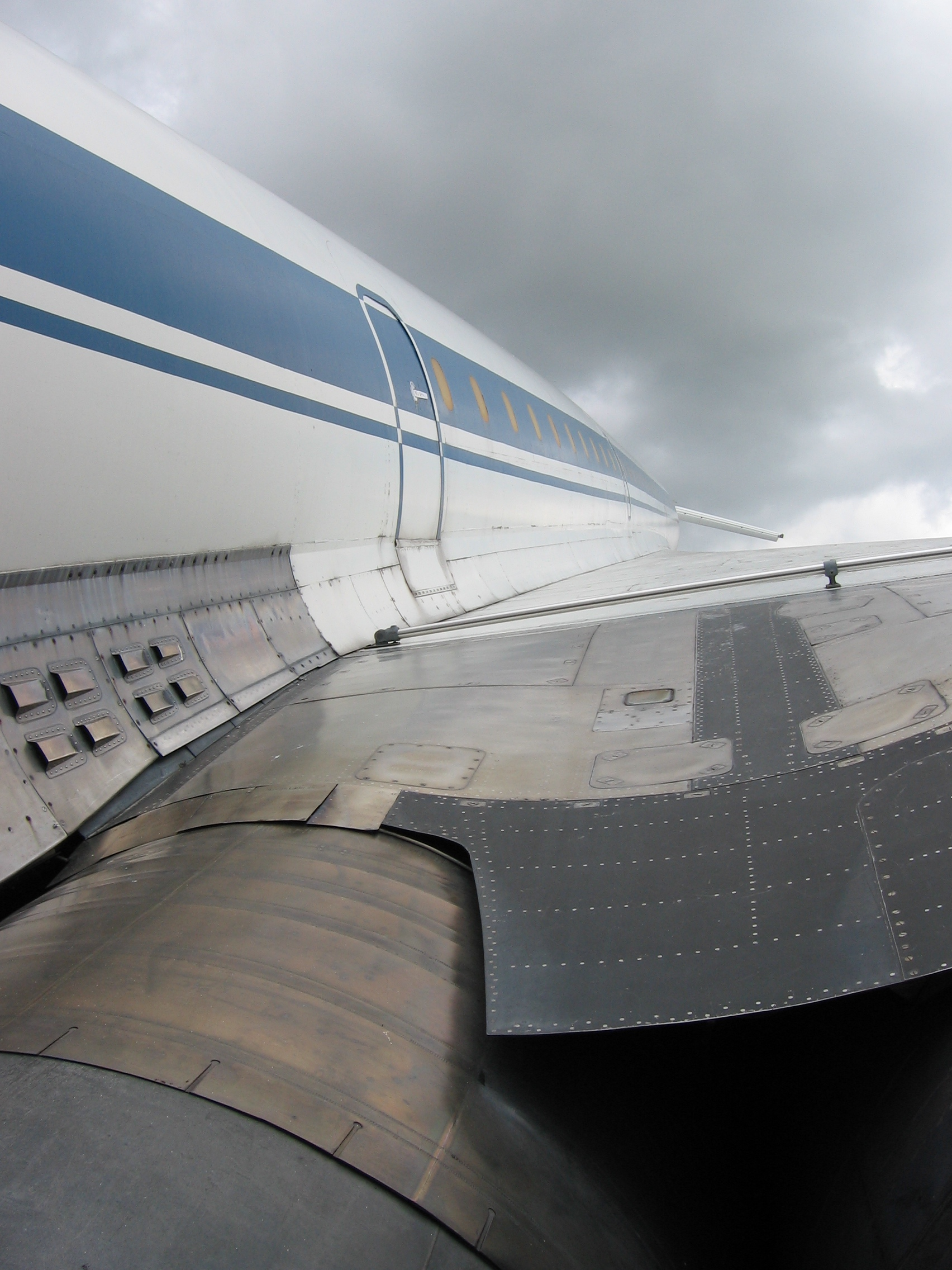
Внутренний элевон
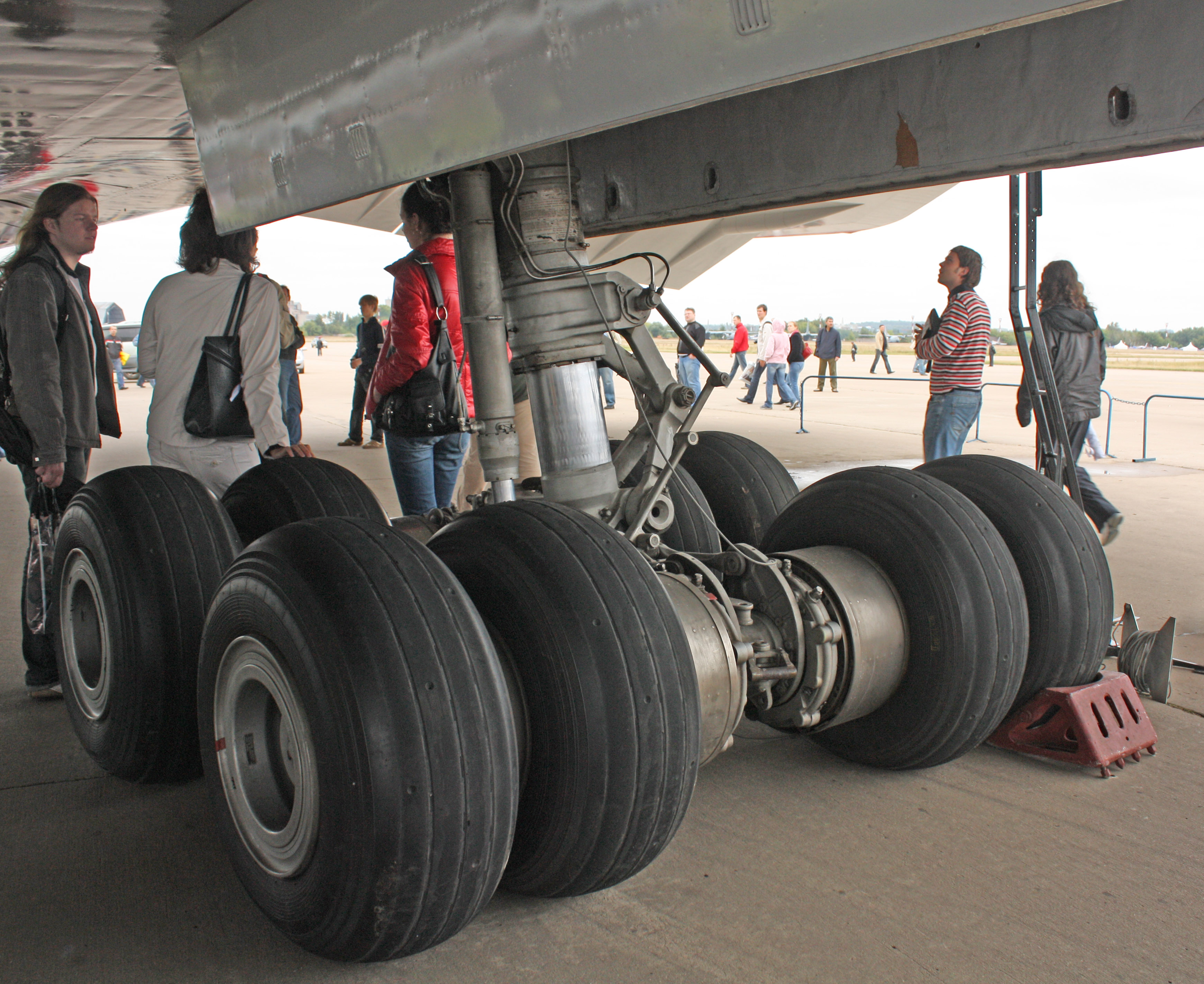
Шасси
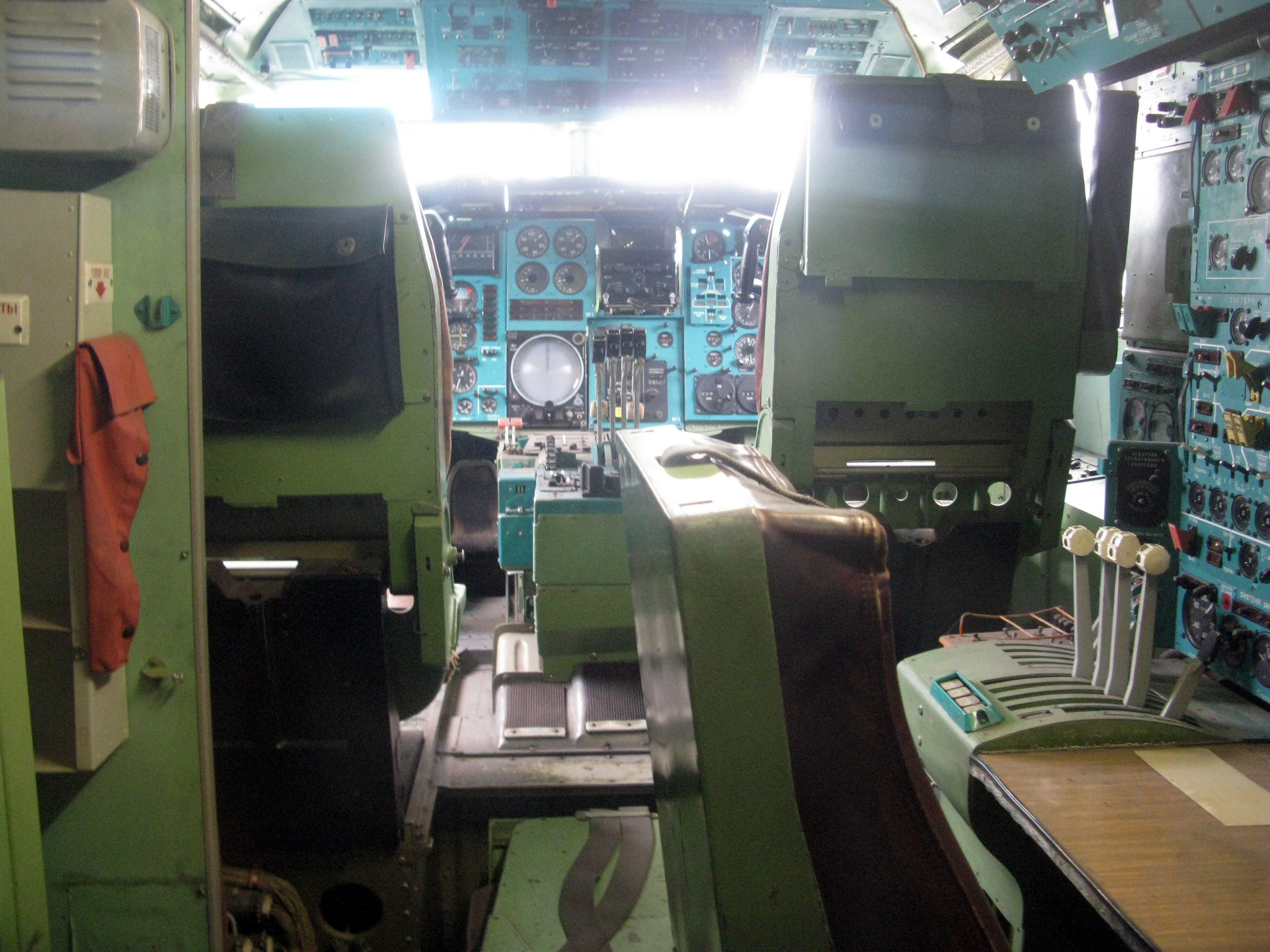
Кабина
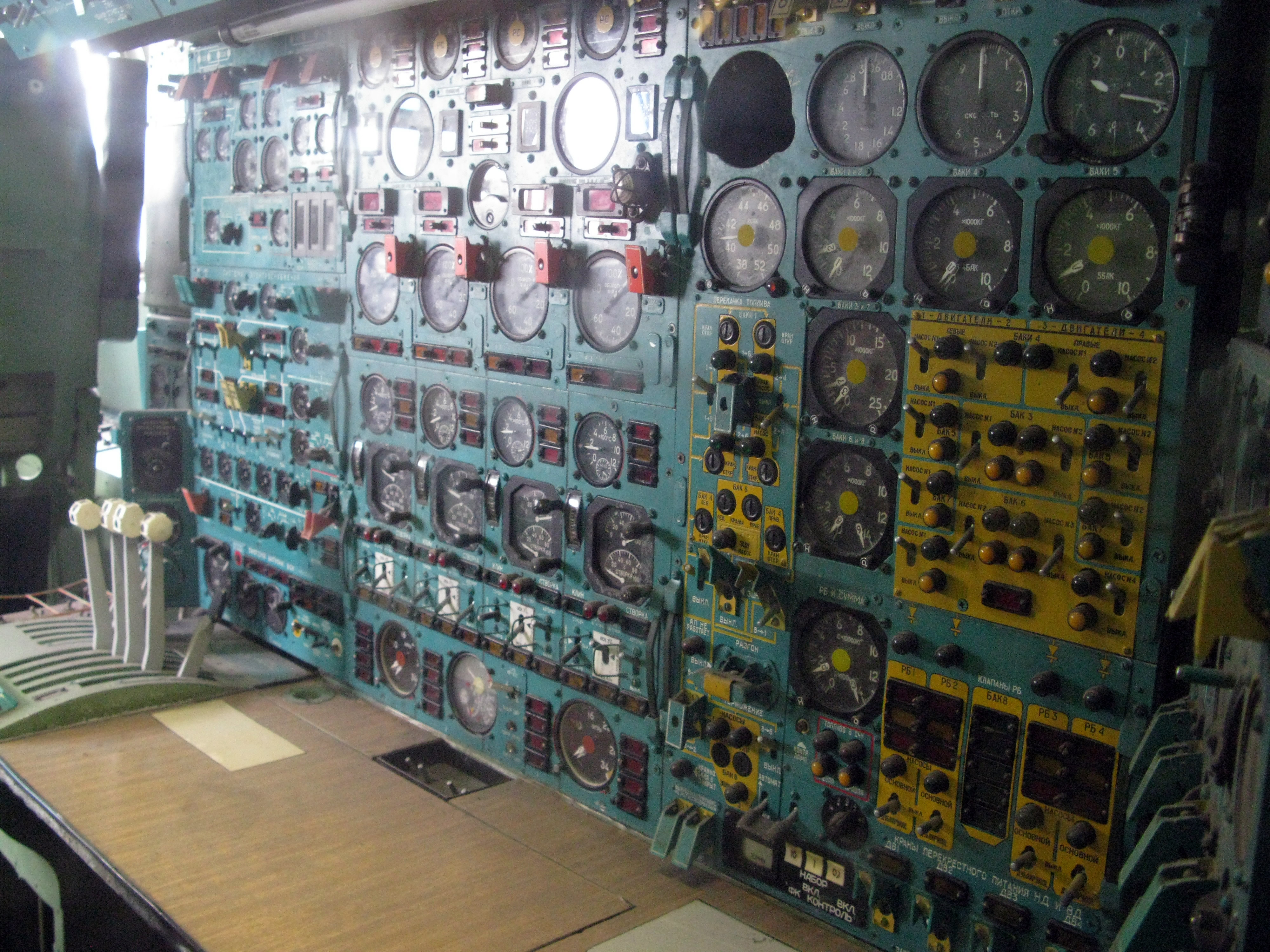
Рабочее место бортинженера
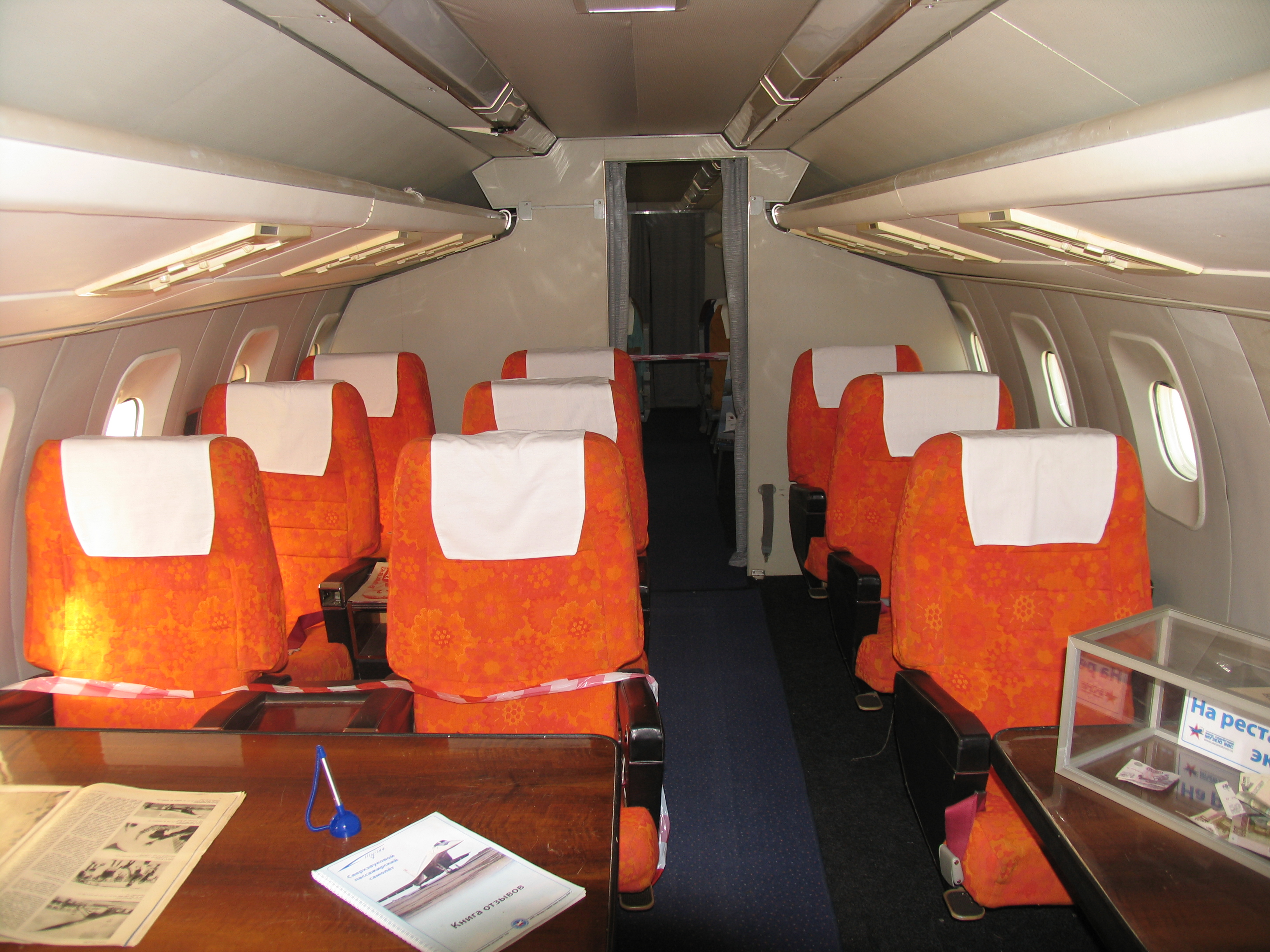
Салон первого класса
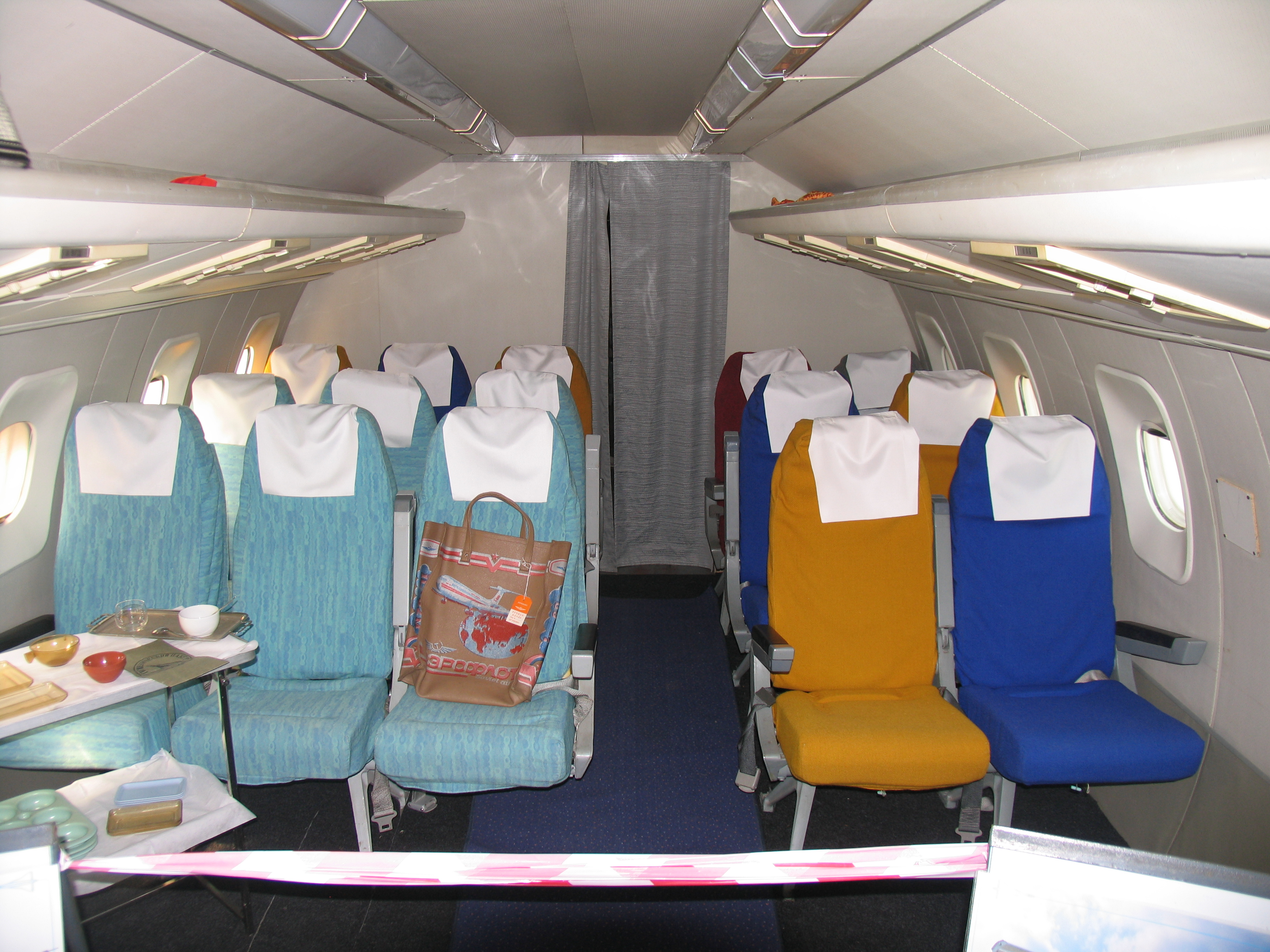
Салон туристского класса
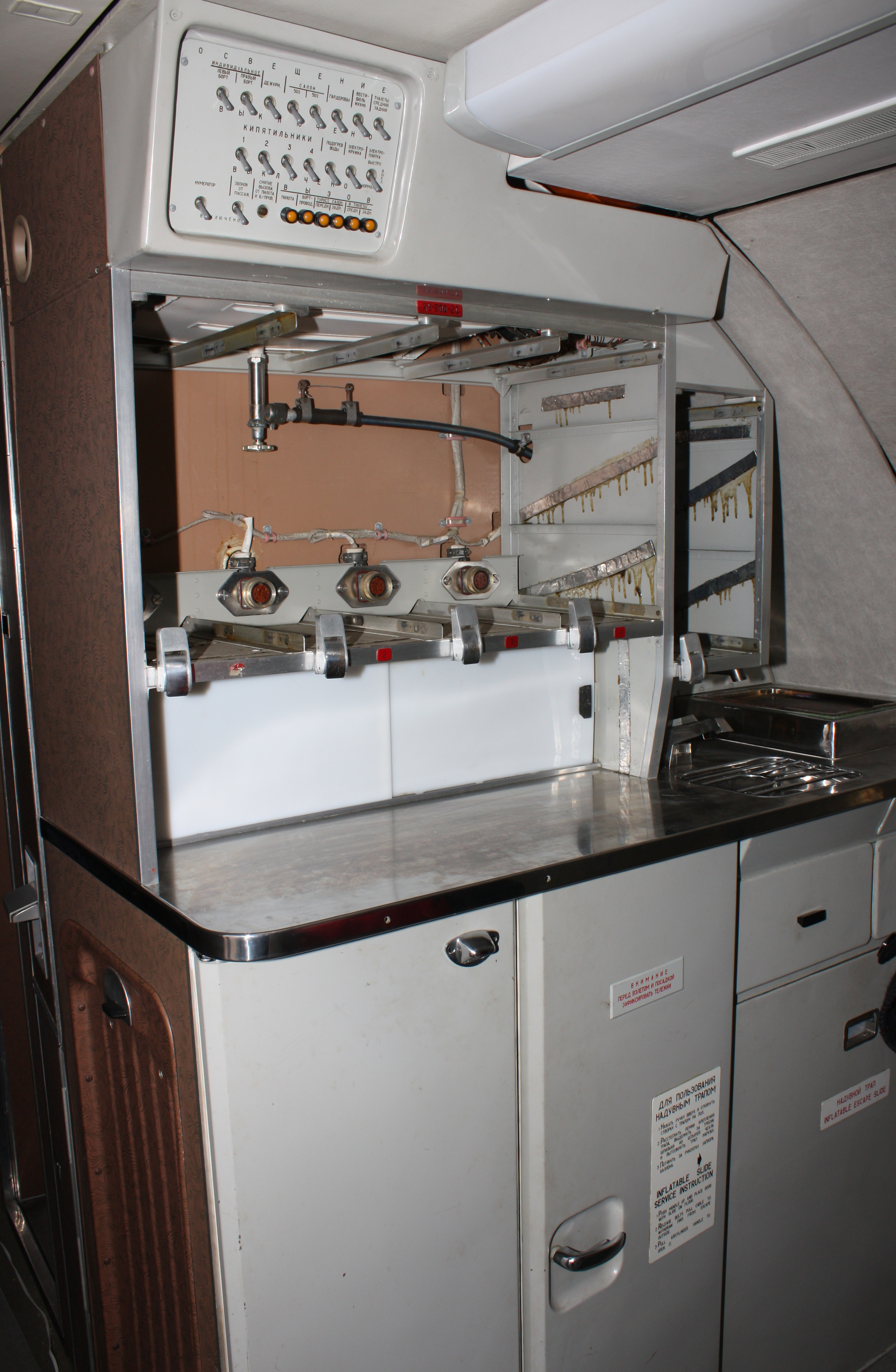
Кухонный блок
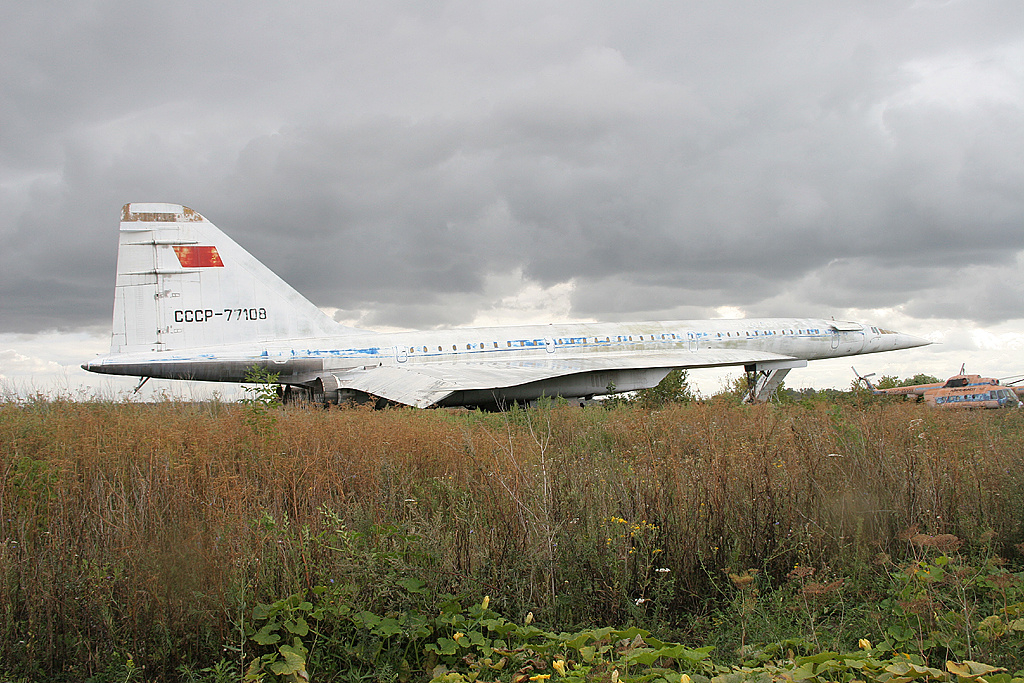
Ту-144 №СССР-77108 в Самаре (№ 77108)
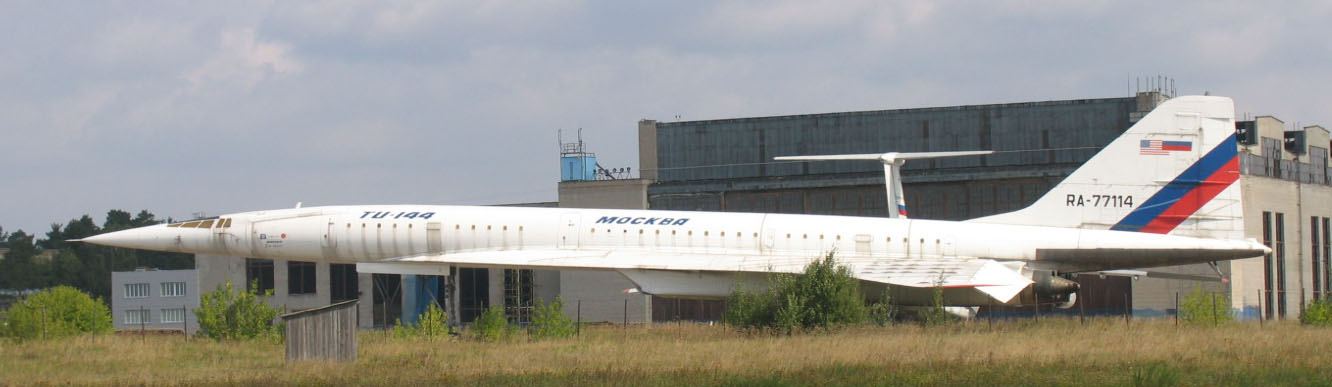
Ту-144 в Жуковском (№ 77114)
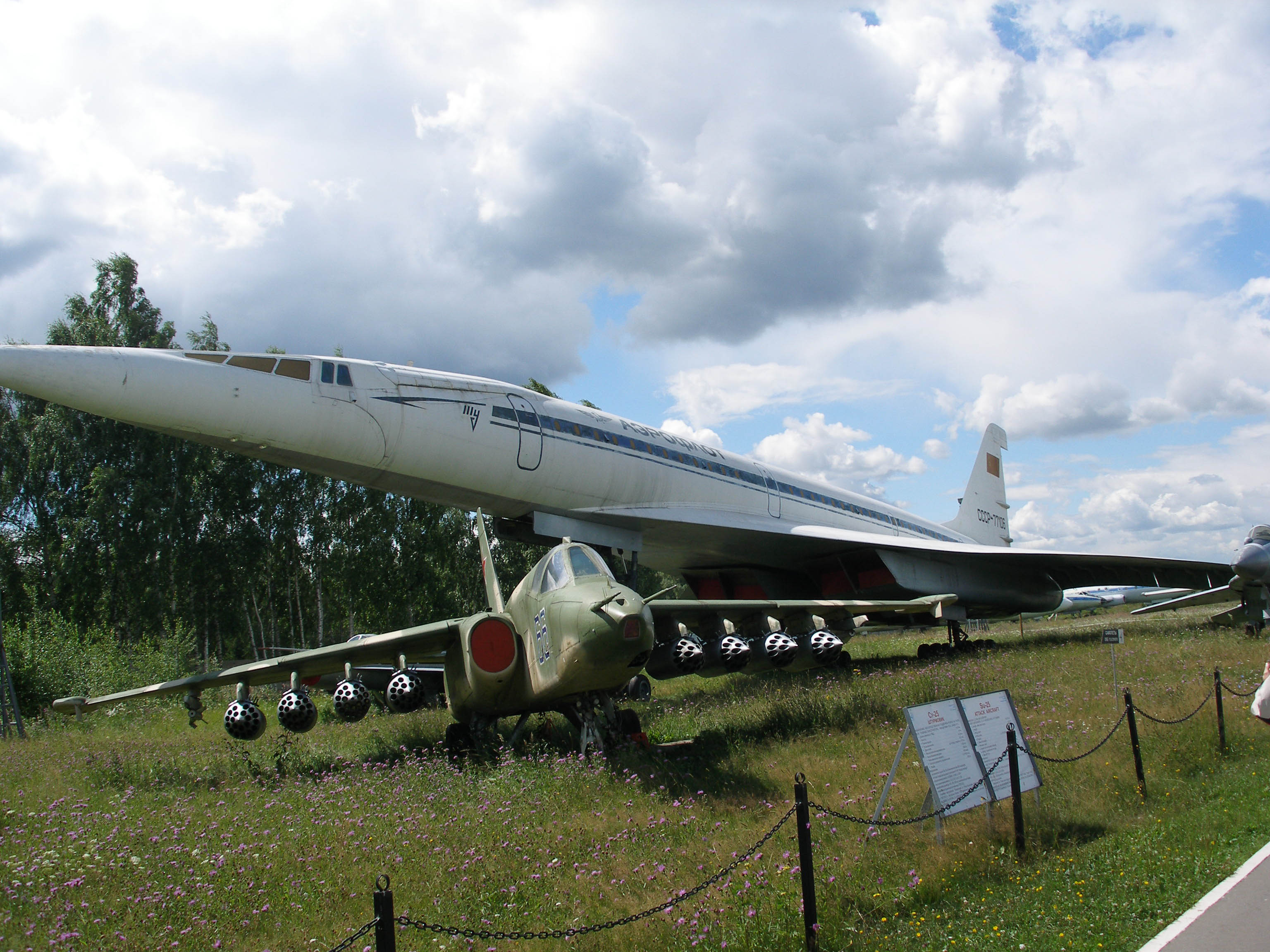
Ту-144 и Су-25 в Монинском авиамузее (№ 77106)
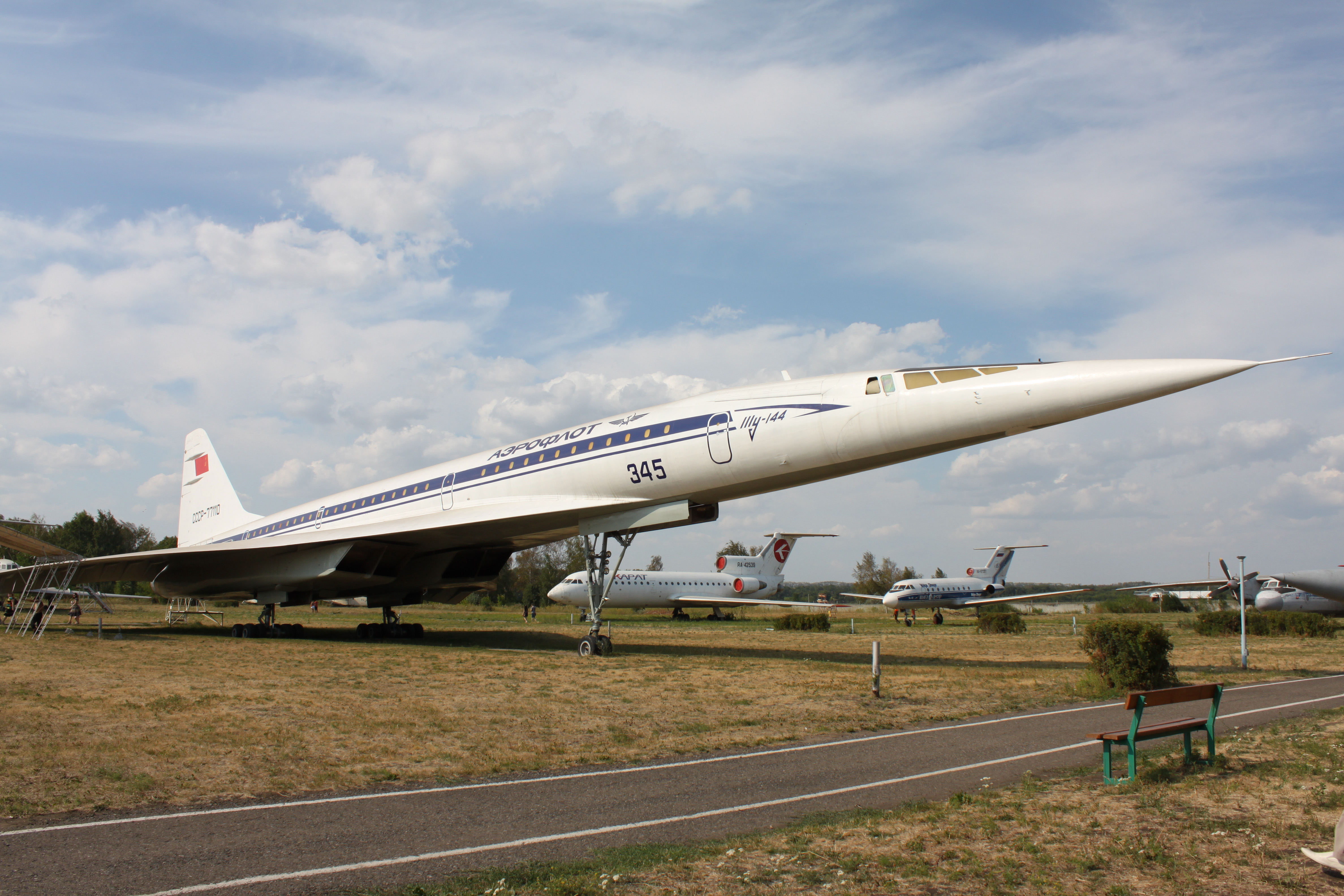
Ту-144 в Ульяновском авиамузее (№ 77110)
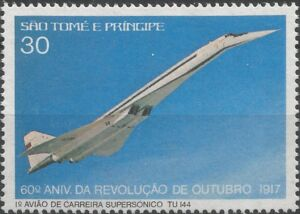
Марка Ту-144. Сан-Томе и Принсипи. 1978 год